# Два евро (памятные монеты)
Памятные монеты в 2 евро — специальные европейские монеты, отчеканенные и выпущенные государствами — членами еврозоны с 2004 года, как законное платёжное средство во всех государствах еврозоны.
На 1 января 2025 года выпущено 545 разновидностей монет:
- 2004 — 6;
- 2005 — 8;
- 2006 — 7;
- 2007 — 20 (в том числе 13 монет серии «Римский договор»);
- 2008 — 10;
- 2009 — 25 (в том числе 16 монет серии «10 лет Экономическому и валютному союзу»);
- 2010 — 12;
- 2011 — 16;
- 2012 — 30 (в том числе 17 монет серии «10 лет евро»);
- 2013 — 23;
- 2014 — 27;
- 2015 — 46 (в том числе 19 монет серии «30 лет флагу Европы»);
- 2016 — 32;
- 2017 — 32;
- 2018 — 36;
- 2019 — 32;
- 2020 — 34;
- 2021 — 31;
- 2022 — 47 (в том числе 19 монет серии «35 лет программе Эразмус»)
- 2023 — 36;
- 2024 — 34;

Памятные монеты 2 евро фактически выпускаются как обычные, однако они стали предметами коллекционирования и быстро становятся достоянием коллекционеров. Физически такие монеты ничем не отличаются от монет регулярного выпуска. Реверс имеет такое же изображение карты Европы. А на аверсе могут быть изображены исторические события, знаменитые личности, флора или фауна страны. Эти монеты не надо путать с юбилейными монетами, номинальная стоимость которых выше €2 и которые официально определяются как «коллекционные монеты» и обычно сделаны из драгоценного металла.

## Нормы и ограничения
Основанием для ввода памятных монет послужило решение Европейского совета, которое аннулировало запрет на изменения национальных сторон европейских монет с 1 января 2004 года. Однако применяются определённые рекомендации и ограничения.
Ограничения по дизайну:
- все монеты имеют общий реверс и только национальная сторона (аверс) может быть изменена;
- национальные стороны монет не должны быть изменены как минимум до 2008 года, кроме тех случаев, когда на национальной стороне изображён глава государства. Этот пункт уже вошёл в силу для Монако и Ватикана, главы которых Ренье III и Иоанн Павел II скончались в 2005 году. Национальные стороны этих стран были изменены в 2006 году;
- на национальной стороне монеты должно быть указано (в полной или сокращённой форме) название страны, выпустившей монету; также на аверсе не должны быть название и/или номинал монеты, так как они уже указаны на общем реверсе (ограничение действует с 2006 года).

Ограничения по количеству:
- Каждое государство-член, валютой которого является евро, может эмитировать только две памятных монеты в год, за исключением случаев когда:
  - памятные монеты выпускаются всеми государствами еврозоны; или
  - памятная монета эмитируется по случаю временной вакансии или временного исполнения функции главы государства;
- Общее количество памятных монет, эмитируемых в одном выпуске не должно превышать максимального из двух следующих показателей:
  - 0,1 % от общего количества монет регулярного выпуска достоинством 2 евро выпущенных в обращение всеми государствами-членами, валютой которых является евро, в году, предшествующему году выпуску памятной монеты. Этот предел может быть увеличен до 2,0 % от общего количества монет номиналом 2 евро, эмитированных всеми государствами-членами, валютой которых является евро, в том случае если монета ознаменовывает очень важное и примечательное событие. В таком случае, государство, выпустившее этот повышенный тираж должно воздержаться от эмиссии любых памятных монет в течение последующих четырёх лет. Также это государство должно изложить причины для повышенного тиража; или
  - 5,0 % от общего количества монет регулярного выпуска достоинством 2 евро, государства-члена, эмитированных в году, предшествующему году выпуску памятной монеты.

Указанные ограничения по количеству вступили в силу во второй половине 2012 года, до этого времени каждая страна имела право выпуска только одной памятной монеты в год. В 2012 году правом выпуска второй монеты успел воспользоваться только Люксембург.

## Стоимость монет
Рыночная стоимость памятных монет выше их номинала и обычно составляет от €3 до €30. Исключения — монеты Андорры, Монако, Сан-Марино и Ватикана, стоимость монет этих стран обычно составляет €35—100. Рекордсменом по цене является монета Монако (2007 г.), её первоначальная отпускная стоимость составила €120. В настоящее время рыночная стоимость монеты составляет около €1500.

## Выпуск монет
По состоянию на конец 2017 года все двадцать три страны еврозоны выпустили €2 памятные монеты. Греция является первой страной, которая выпустила этот тип монеты, а Кипр — последней.
Особняком стоят пять серий монет, выпущенные всеми государствами — членами зоны евро на год выпуска:

«Римский договор» (2007), «10 лет Экономическому и валютному союзу» (2009), «10 лет наличному обращению евро» (2012), «30 лет флагу Европы» (2015), "35 лет Эразмус программе (2022).
| Страна                                                                                                  | Выпуск факт/план            | 2004        | 2005                      | 2006 | 2007 | 2007 | 2008 | 2009 | 2009       | 2010 | 2011 | 2012 | 2012        | 2013 | 2014 | 2015 | 2015         | 2016 | 2017 | 2018 | 2019 | 2020 | 2021 | 2022 | 2022           | 2023 | 2024 | 2025 |
| Страна                                                                                                  | Выпуск факт/план            | 2004        | 2005                      | 2006 | reg. | РД   | 2008 | reg. | 10 лет ЭВС | 2010 | 2011 | reg. | 10 лет евро | 2013 | 2014 | reg. | 30 лет флагу | 2016 | 2017 | 2018 | 2019 | 2020 | 2021 | reg. | 35 лет Эразмус | 2023 | 2024 | 2025 |
| --- | --------------------------- | ----------- | ------------------------- | ---- | ---- | ---- | ---- | ---- | ---------- | ---- | ---- | ---- | ----------- | ---- | ---- | ---- | ------------ | ---- | ---- | ---- | ---- | ---- | ---- | ---- | -------------- | ---- | ---- | ---- |
| Австрия                                                                                                 | 8                           | Нет         | 1                         | Нет  | Нет  | 1    | Нет  | Нет  | 1          | Нет  | Нет  | Нет  | 1           | Нет  | Нет  | Нет  | 1            | 1    | Нет  | 1    | Нет  | Нет  | Нет  | Нет  | 1              | Нет  | Нет  |      |
| Андорра                                                                                                 | 19/2                        | Нет         | Нет                       | Нет  | Нет  | Нет  | Нет  | Нет  | Нет        | Нет  | Нет  | Нет  | Нет         | Нет  | 1    | 2    | Нет          | 2    | 2    | 2    | 2    | 2    | 2    | 0/2  | Нет            | 2    | 2    |      |
| Бельгия                                                                                                 | 31                          | Нет         | 1                         | 1    | Нет  | 1    | 1    | 1    | 1          | 1    | 1    | 1    | 1           | 1    | 2    | 1    | 1            | 2    | 2    | 2    | 2    | 2    | 2    | 1    | 1              | 2    | 2    |      |
| Ватикан                                                                                                 | 31                          | 1           | 1                         | 1    | 1    | Нет  | 1    | 1    | Нет        | 1    | 1    | 1    | Нет         | 2    | 1    | 1    | Нет          | 2    | 2    | 2    | 2    | 2    | 2    | 2    | Нет            | 2    | 2    |      |
| Германия                                                                                                | 31                          | Нет         | Нет                       | 1    | 1    | 1    | 1    | 1    | 1          | 1    | 1    | 1    | 1           | 2    | 1    | 2    | 1            | 1    | 1    | 2    | 2    | 2    | 1    | 1    | 1              | 2    | 2    |      |
| Греция                                                                                                  | 29                          | 1           | Нет                       | Нет  | Нет  | 1    | Нет  | Нет  | 1          | 1    | 1    | Нет  | 1           | 2    | 2    | 1    | 1            | 2    | 2    | 2    | 2    | 2    | 1    | 1    | 1              | 2    | 2    |      |
| Ирландия                                                                                                | 8                           | Нет         | Нет                       | Нет  | Нет  | 1    | Нет  | Нет  | 1          | Нет  | Нет  | Нет  | 1           | Нет  | Нет  | Нет  | 1            | 1    | Нет  | Нет  | 1    | Нет  | Нет  | Нет  | 1              | 1    | Нет  |      |
| Испания                                                                                                 | 26                          | Нет         | 1                         | Нет  | Нет  | 1    | Нет  | Нет  | 1          | 1    | 1    | 1    | 1           | 1    | 2    | 1    | 1            | 1    | 1    | 2    | 1    | 1    | 1    | 2    | 1              | 2    | 2    |      |
| Италия                                                                                                  | 36                          | 1           | 1                         | 1    | Нет  | 1    | 1    | 1    | 1          | 1    | 1    | 1    | 1           | 2    | 2    | 2    | 1            | 2    | 2    | 2    | 1    | 2    | 2    | 2    | 1              | 2    | 2    |      |
| Кипр | 8                           | Нет         | Нет                       | Нет  | Нет  | Нет  | Нет  | Нет  | 1          | Нет  | Нет  | Нет  | 1           | Нет  | Нет  | Нет  | 1            | Нет  | 1    | Нет  | Нет  | 1    | Нет  | Нет  | 1              | 1    | 1    |      |
| Латвия                                                                                                  | 17                          | Нет         | Нет                       | Нет  | Нет  | Нет  | Нет  | Нет  | Нет        | Нет  | Нет  | Нет  | Нет         | Нет  | 1    | 2    | 1            | 2    | 2    | 2    | 1    | 1    | 1    | 1    | 1              | 1    | 1    |      |
| Литва                                                                                                   | 18                          | Нет         | Нет                       | Нет  | Нет  | Нет  | Нет  | Нет  | Нет        | Нет  | Нет  | Нет  | Нет         | Нет  | Нет  | 1    | 1            | 1    | 1    | 2    | 2    | 2    | 2    | 2    | 1              | 2    | 1    |      |
| Люксембург                                                                                              | 37                          | 1           | 1                         | 1    | 1    | 1    | 1    | 1    | 1          | 1    | 1    | 2    | 1           | 1    | 2    | 2    | 1            | 1    | 2    | 2    | 2    | 2    | 2    | 2    | 1              | 2    | 2    |      |
| Мальта                                                                                                  | 29                          | Нет         | Нет                       | Нет  | Нет  | Нет  | Нет  | Нет  | 1          | Нет  | 1    | 1    | 1           | 1    | 2    | 2    | 1            | 2    | 2    | 2    | 2    | 2    | 2    | 2    | 1              | 2    | 2    |      |
| Монако                                                                                                  | 14                          | Нет         | Нет                       | Нет  | 1    | Нет  | Нет  | Нет  | Нет        | Нет  | 1    | 1    | Нет         | 1    | Нет  | 1    | Нет          | 1    | 1    | 1    | 1    | 1    | 1    | 1    | Нет            | 1    | 1    |      |
| Нидерланды                                                                                              | 9                           | Нет         | Нет                       | Нет  | Нет  | 1    | Нет  | Нет  | 1          | Нет  | 1    | Нет  | 1           | 2    | 1    | Нет  | 1            | Нет  | Нет  | Нет  | Нет  | Нет  | Нет  | Нет  | 1              | Нет  | Нет  |      |
| Португалия                                                                                              | 33                          | Нет         | Нет                       | Нет  | 1    | 1    | 1    | 1    | 1          | 1    | 1    | 1    | 1           | 1    | 2    | 2    | 1            | 2    | 2    | 2    | 2    | 2    | 2    | 1    | 1              | 2    | 2    |      |
| Сан-Марино                                                                                              | 32                          | 1           | 1                         | 1    | 1    | Нет  | 1    | 1    | Нет        | 1    | 1    | Нет  | 1           | 1    | 2    | 2    | Нет          | 2    | 2    | 2    | 2    | 2    | 2    | 2    | Нет            | 2    | 2    |      |
| Словакия                                                                                                | 19                          | Нет         | Нет                       | Нет  | Нет  | Нет  | Нет  | 1    | 1          | Нет  | 1    | Нет  | 1           | 1    | 1    | 1    | 1            | 1    | 1    | 1    | 1    | 1    | 1    | 1    | 1              | 2    | 1    |      |
| Словения                                                                                                | 20                          | Нет         | Нет                       | Нет  | Нет  | 1    | 1    | Нет  | 1          | 1    | 1    | Нет  | 1           | 1    | 1    | 1    | 1            | 1    | 1    | 1    | 1    | 1    | 1    | 1    | 1              | 1    | 1    |      |
| Финляндия                                                                                               | 37                          | 1           | 1                         | 1    | 1    | 1    | 1    | 1    | 1          | 1    | 1    | 1    | 1           | 2    | 2    | 2    | 1            | 2    | 2    | 2    | 1    | 2    | 2    | 2    | 1              | 2    | 2    |      |
| Франция                                                                                                 | 33                          | Нет         | Нет                       | Нет  | Нет  | 1    | 1    | Нет  | 1          | 1    | 1    | 1    | 1           | 2    | 2    | 2    | 1            | 2    | 2    | 2    | 2    | 2    | 2    | 2    | 1              | 2    | 2    |      |
| Хорватия                                                                                                | 2                           | Нет         | Нет                       | Нет  | Нет  | Нет  | Нет  | Нет  | Нет        | Нет  | Нет  | Нет  | Нет         | Нет  | Нет  | Нет  | Нет          | Нет  | Нет  | Нет  | Нет  | Нет  | Нет  | Нет  | Нет            | 1    | 1    |      |
| Эстония                                                                                                 | 16                          | Нет         | Нет                       | Нет  | Нет  | Нет  | Нет  | Нет  | Нет        | Нет  | Нет  | Нет  | 1           | Нет  | Нет  | Нет  | 1            | 1    | 1    | 2    | 2    | 2    | 2    | 2    | 1              | 1    | 1    |      |
| Всего                                                                                                   | 545/2                       | 6           | 8                         | 7    | 7    | 13   | 10   | 9    | 16         | 12   | 16   | 12   | 18          | 23   | 27   | 28   | 19           | 32   | 32   | 36   | 32   | 34   | 31   | 28/2 | 19             | 36   | 34   |      |
| \| Есть выпущенная монета \| Не является частью еврозоны \| Нет выпуска \| Планируется выпуск монеты \| |                             |             |                           |      |      |      |      |      |            |      |      |      |             |      |      |      |              |      |      |      |      |      |      |      |                |      |      |      |
| Есть выпущенная монета                                                                                  | Не является частью еврозоны | Нет выпуска | Планируется выпуск монеты |      |      |      |      |      |            |      |      |      |             |      |      |      |              |      |      |      |      |      |      |      |                |      |      |      |

Описания всех выпущенных монет публикуются в Официальном журнале Европейского союза. Справочная информация из этих публикаций приводится в таблицах ниже.

## Описание монет по годам

### 2004
| Изображение | Страна     | Краткое описание                                     | Тираж    | Дата выпуска                     |
| --- | ---------- | ---------------------------------------------------- | -------- | -------------------------------- |
| €2 — Греция 2004 | Греция     | Летние Олимпийские игры 2004 в Афинах                | 35 млн   | 1 марта 2004                     |
| Описание: Центральной фигурой монеты является статуя знаменитого античного скульптора Мирона «Дискобол». Слева от неё — эмблема афинской Олимпиады (ATHENS 2004) и пять Олимпийских колец. Справа от статуи — наименование монеты на греческом языке (2 ΕΥΡΩ). Сверху (возле головы статуи) выбито клеймо монетного двора. На внешнем кольце изображены 12 звёзд Европейского союза. Также на внешнем кольце (в нижней части) указан год выпуска монеты (20*04).                                                                                          |            |                                                      |          |                                  |
| |            |                                                      |          |                                  |
| €2 — Финляндия 2004 | Финляндия  | Пятое расширение Европейского союза в 2004 г.        | 1 млн    | ДЧ: 1 июня 2004 ДВО: 1 июля 2004 |
| Описание: Изображение стилизованного ствола дерева, от которого отходят восходящие ростки, которые представляют расширение Европейского союза (то есть, расширение 2004, которое добавило десять новых членов). Ствол представляет собой основу для роста. Снизу ствола надпись — EU. Вместе с продолжением столба, которое представляет собой греческую строчную букву «ρ» (rho) читается как «euro». На внешнем кольце изображены 12 звёзд Европейского союза и (сверху) год чеканки.                                                                   |            |                                                      |          |                                  |
| |            |                                                      |          |                                  |
| €2 — Люксембург 2004 | Люксембург | Портрет и монограмма герцога Люксембурга Анри Нассау | 2,49 млн | 23 июня 2004                     |
| Описание: Во внутренней части монеты изображен портрет герцога Люксембурга Анри (Генри) Нассау, справа от портрета монограмма герцога — буква H увенчанная короной; по самому правому краю — 12 звёзд ЕС полукругом. Надписи на внешнем кольце: — в верхней части: год выпуска монеты, знаки гравера и надпись LËTZEBUERG («Люксембург» (люкс.)); — внизу: фраза HENRI — Grand-Duc de Luxembourg («Henri — великий герцог Люксембургский» (фр.)) |            |                                                      |          |                                  |
| |            |                                                      |          |                                  |
| €2 — Италия 2004 | Италия     | 50 лет Всемирной продовольственной программы         | 16 млн   | 15 декабря 2004                  |
| Описание: В центре — земной шар, наклоненный направо внутри него надпись WORLD FOOD PROGRAMME (Всемирная продовольственная программа). Из-за шара выглядывают колос пшеницы, початок кукурузы и колос риса — три зерна, представляющие основные источники питания населения Земли. Вокруг земного шара расположены большие буквы (наложенные друг на друга) RI (Repubblica Italiana), инициалы гравера (Uliana Pernazza) — комбинация букв UP, знак Римского монетного двора — R и год чеканки. На внешнем кольце изображены 12 звёзд Европейского союза. |            |                                                      |          |                                  |
| |            |                                                      |          |                                  |
| €2 — Ватикан 2004 | Ватикан    | 75 лет образования Государства Ватикан.              | 100 тыс. | 15 декабря 2004                  |
| Описание: В центральной части аверса указано схематическое представление стен периметра Ватикана, на переднем плане — Собор Святого Петра и площадь возле собора. Надписи внутренней части: — слева от схемы: 75o ANNO DELLO STATO (75-летие образования государства (ит.)); — справа от схемы: годы «1929-2004», знак Римского монетного двора (R), более мелким шрифтом — имя дизайнера (VEROI) и инициалы гравера (L.D.S. INC.). Внешнее кольцо украшено двенадцатью звёздами Европейского союза и надписью CITTÀ DEL VATICANO (Город Ватикан (ит.)).  |            |                                                      |          |                                  |
| |            |                                                      |          |                                  |
| €2 — Сан-Марино 2004 | Сан-Марино | Бартоломео Боргези                                   | 110 тыс. | 16 декабря 2004                  |
| Описание: В центральной части расположен портрет Б.Боргези, известного итальянского историка, археолога, нумизмата. Слева от портрета — надпись BARTOLOMEO BORGHESI и знак Римского Монетного двора (R), справа — инициалы гравера (E.L.F.) и надпись SAN MARINO. По внешнему кольцу расположены 12 звёзд Европейского союза и (в нижней части) год выпуска монеты. |            |                                                      |          |                                  |

### 2005
| Изображение | Страна     | Краткое описание | Тираж    | Дата выпуска                        |
| --- | ---------- | --- | -------- | ----------------------------------- |
| €2 — Люксембург 2005 | Люксембург | Три годовщины: 50 лет правящему монарху Анри Нассау; 5 лет правления правящего монарха Анри Нассау; 100-летие со смерти герцога Люксембургского Адольфа | 2,8 млн  | 10 февраля 2005                     |
| Описание: В центре изображены портреты правящего монарха Анри Нассау и герцога Люксембургского Адольфа. Надписи: — над портретами: GRANDS-DUCS DE LUXEMBOURG (Великие герцоги Люксембургские (фр.)); — под портретами: HENRI *1955 и ADOLPHE †1905 соответственно. На внешнем кольце изображены 12 звёзд Европейского союза, размещенных между буквами которые слагаются в слово LËTZEBUERG. В нижней части кольца отчеканен год выпуска расположенный между символом гравёра (S) и знаком монетного двора. |            | |          |                                     |
| |            | |          |                                     |
| | Бельгия    | Бельгийско-Люксембургский экономический союз | 6 млн    | ДЧ: 1 марта 2005 ДВО: 1 апреля 2005 |
| Описание: В центре монеты — профильные портреты (слева направо) Великого Герцога Люксембурга Анри Нассау и Короля Бельгии Альберта II. Под портретом Бельгийского короля стоит знак гравера (LL — Люк Люикс), год выпуска отцентрирован под обоими портретами. На внешнем круге отображены двенадцать звёзд ЕС вместе со знаками монетного двора (внизу), а также монограммами Герцога Люксембургского (слева) и Короля Альберта II (справа). |            | |          |                                     |
| |            | |          |                                     |
| €2 — Испания 2005 | Испания    | 400-летие первого издания романа «Дон Кихот» Мигеля де Сервантеса                                                                                       | 8 млн    | 1 апреля 2005                       |
| Описание: Центральной фигурой монеты является сам Дон Кихот с копьем, на заднем плане ветряные мельницы — один из наиболее известных эпизодов книги. Слева от изображения вдавленная надпись: ESPAÑA, под которой отпечатано клеймо монетного двора (буква M увенчанная короной). 12 звёзд Европейского союза помещены во внешнем кольце монеты, четыре из них вдавлены в поверхность монеты. Год выпуска обозначен в основании кольца. |            | |          |                                     |
| |            | |          |                                     |
| €2 — Австрия 2005 | Австрия    | 50 лет договора о нейтралитете Австрии | 7 млн    | 11 мая 2005                         |
| Описание: В верхней части центра монеты имеется надпись 50 JAHRE STAATSVERTRAG (50-летие государственного договора (нем.)). Затем изображены печати и подписи из договора о провозглашении политического нейтралитета Австрии, который был подписан министрами иностранных дел и послами СССР (В. Молотов), Великобритании (Г.Макмиллан), США (Дж. Даллес) и Франции (А. Пиней), а также Л. Фиглем (министр иностранных дел Австрии, в мае 1955 года). С левой стороны под подписями стоит год выпуска монеты. На заднем плане, вертикальные полосы (шероховатая-гладкая-шероховатая) служат геральдическим описанием национального флага Австрии. Внешнее кольцо содержит двенадцать звёзд Европейского союза. |            | |          |                                     |
| |            | |          |                                     |
| €2 — Сан Марино 2005 | Сан-Марино | 2005 — Всемирный год физики | 130 тыс. | 14 октября 2005                     |
| Описание: На национальной стороне монеты изображен Галилео Галилей, наблюдающий звезды. Год чеканки монеты помещён под земным шаром, стоящим на столе. Знак монетного двора (R) расположен слева. Инициалы гравера (LDS — Luciana De Simoni) — справа. Название страны SAN MARINO написано по окружности в верхней части, в то время как фраза ANNO MONDIALE DELLA FISICA (Всемирный год физики (ит.)) расположена в нижней половине. 12 звёзд Европейского союза изображены на внешнем кольце, чередующиеся со стилизованными изображениями атома, которые также окружают монету. |            | |          |                                     |
| |            | |          |                                     |
| €2 — Финляндия 2005 | Финляндия  | Два юбилея: 60 лет Организации Объединённых Наций и 50-я годовщина членства Финляндии в ООН                                                             | 2 млн    | 25 октября 2005                     |
| Описание: Внутренняя часть монеты изображает голубя мира, составленного из частей мозаики. Вокруг левого края снизу надпись FINLAND — UN (Финляндия — ООН), в то время как год чеканки монеты изображён справа. На верхней стороне справа — инициал гравера (буква K). Знак монетного двора (M) помещён ниже голубя. На внешнем кольце изображены 12 звёзд Европейского союза. |            | |          |                                     |
| |            | |          |                                     |
| €2 — Италия 2005 | Италия     | Годовщина принятия конституции ЕС (Евроконституции). | 18 млн   | 29 октября 2005                     |
| Описание: В центре монеты изображение мифической Европы на быке (Зевсе), держащей текст европейской Конституции и ручку, символически показывая его подписание. Год чеканки монеты помещен справа, выше головы быка. Знак монетного двора (R) — в верхней левой части, внизу подпись гравера (MCC — Maria Carmela Colaneri). Слова COSTITUZIONE EUROPEA формируют полукруг по внешнему кольцу монеты ниже центрального изображения, в то время как двенадцать звёзд изображены в верхней его части. |            | |          |                                     |
| |            | |          |                                     |
| | Ватикан    | 20-й Международный день молодёжи в Кёльне (август 2005 года)                                                                                            | 100 тыс. | 6 декабря 2005                      |
| Описание: В центре монеты изображен Кёльнский собор с кометой, проходящей на ним. Слова XX GIORNATA MONDIALE DELLA GIOVENTÙ (20-й Международный День Молодёжи) написаны по верхнему краю центральной части. Внешняя часть ватиканских монет имеет двенадцать звёзд Европейского союза, знак Римского Монетного двора (R) (верхняя половина) и надпись CITTÀ DEL VATICANO (нижняя половина). |            | |          |                                     |

### 2006
| Изображение | Страна     | Краткое описание                                                           | Тираж    | Дата выпуска                            |
| --- | ---------- | -------------------------------------------------------------------------- | -------- | --------------------------------------- |
| €2 — Италия 2006 | Италия     | 20-е Зимние Олимпийские игры в Турине                                      | 40 млн   | ДЧ: 10 января 2006 ДВО: 10 февраля 2006 |
| Описание: В центре монеты — динамичная, криволинейная фигура мчащегося лыжника. Сверху лыжника надпись: GIOCHI INVERNALI (Зимние Игры (ит.)), слева — TORINO и изображение башни Моле Антонеллиана. Возле левого бедра лыжника стоит знак гравёра (MCC — Maria Carmela Colaneri) и год выпуска (вертикально). Также имеются символ Итальянской Республики (буквы RI) и знак Римского монетного двора (R). Традиционно, как и на всех подобных монетах, на внешнем кольце изображены 12 звёзд Европейского союза.      |            |                                                                            |          |                                         |
| |            |                                                                            |          |                                         |
| €2 — Люксембург 2006 | Люксембург | 25-летие принца Гийома                                                     | 1,1 млн  | 1 февраля 2006                          |
| Описание: Портреты действующего монарха Анри Нассау и его старшего сына Гийома — наследника престола. Под портретами указан год выпуска монеты и знак монетного двора. Над портретами — надпись LËTZEBUERG. На внешнем кольце изображены 12 звёзд Европейского союза. |            |                                                                            |          |                                         |
| |            |                                                                            |          |                                         |
| €2 — Германия 2006 | Германия   | Первая монета серии «Федеральные земли Германии» — Шлезвиг-Гольштейн       | 30 млн   | 3 февраля 2006                          |
| Описание: В качестве основного изображения на монете выбраны Голштинские ворота, Любек. По бокам от ворот находятся инициалы гравёра (HH- Heinz Hoyer) (справа) и знак монетного двора (слева). Снизу надпись SCHLESWIG–HOLSTEIN. На внешнем кольце имеются год чеканки монеты — 2006, 12 звёзд Европейского союза и слова BUNDESREPUBLIK DEUTSCHLAND (Федеративная Республика Германия). |            |                                                                            |          |                                         |
| |            |                                                                            |          |                                         |
| €2 — Бельгия 2006 | Бельгия    | Конструкция Атомиум в Брюсселе                                             | 5 млн    | 10 апреля 2006                          |
| Описание: На монете представлено изображение бельгийской конструкций «Атомиум». Под изображением стоят инициалы гравёра (LL — Luc Luycx) и знак монетного двора. На внешнем кольце монеты расположены 12 звёзд ЕС, также на нём имеются год выпуска (внизу) и буква B (Бельгия)(сверху). |            |                                                                            |          |                                         |
| |            |                                                                            |          |                                         |
| €2 — Финляндия 2006 | Финляндия  | 100 лет введения в Финляндии универсального и равного избирательного права | 2,5 млн  | 4 октября 2006                          |
| Описание: Два стилизованные лица, расположенные «валетом». Лица разделены тонкой изогнутой линией. С левой стороны от лиц — дата введения избирательного права 1.10.1906, справа — год чеканки монеты и буквенное сокращение страны (20 FI 06). Возле каждого лица стоит буква M — знак монетного двора и знак художника. На внешнем кольце 12 звёзд Европейского союза. |            |                                                                            |          |                                         |
| |            |                                                                            |          |                                         |
| €2 — Ватикан 2006 | Ватикан    | 500 лет Швейцарской гвардии                                                | 100 тыс. | 9 октября 2006                          |
| Описание: Центральной фигурой монеты является солдат швейцарской гвардии в боевом облачении, принимающий присягу на флаге швейцарской гвардии. По окружности надписи: — GUARDIA SVIZZERA PONTIFICIA (Швейцарская гвардия Понтифиция (папы римского)); — CITTÁ DEL VATICANO (Государство-город Ватикан). Рядом с фигурой гвардейца года — 1506 (слева, вместе с подписью дизайнера — O. ROSSI)/ 2006 (справа, рядом со знаком Римского монетного двора — R). На внешнем кольце изображены 12 звёзд Европейского союза. |            |                                                                            |          |                                         |
| |            |                                                                            |          |                                         |
| €2 — Сан-Марино 2006 | Сан-Марино | 500 лет со дня смерти Х. Колумба                                           | 120 тыс. | 17 октября 2006                         |
| Описание: Портрет Христофора Колумба на фоне трёх каравелл («Санта-Мария», «Пинта» и «Нинья»), которые он использовал в своём первом путешествии через Атлантический океан в 1492 году. Выше портрета — компас и надпись SAN MARINO, внизу — даты 1506-2006 и знак дизайнера (LDS — Luciana De Simoni). На внешнем кольце 12 звёзд Европейского союза. |            |                                                                            |          |                                         |

### 2007
| Изображение | Страна     | Краткое описание                                                                 | Тираж     | Дата выпуска                           |
| --- | ---------- | -------------------------------------------------------------------------------- | --------- | -------------------------------------- |
| €2 — Германия 2007 | Германия   | Вторая монета серии «Федеральные земли Германии» — Мекленбург-Передняя Померания | 30 млн    | 2 февраля 2007                         |
| Описание: В качестве основного изображения на монете выбран Шверинский замок. Инициалы гравёра 'HH' находятся снизу от основного изображения. Сверху проставлен знак монетного двора — «A», «D», «F», «G» или «J», в зависимости от монетного двора. На внешнем кольце имеются год чеканки монеты — 2007, 12 звёзд Европейского союза и слова Bundesrepublik Deutschland (Федеративная Республика Германия). |            |                                                                                  |           |                                        |
| |            |                                                                                  |           |                                        |
| €2 — Люксембург 2007 | Люксембург | Дворец Великих герцогов                                                          | 1,1 млн   | 2 февраля 2007                         |
| Описание: Дворец Великих герцогов, на переднем плане портрет Великого герцога Анри Нассау (по специальным законам Люксембурга на всех монетах страны должен быть портрет Великого Герцога). Под изображением — надпись LËTZEBUERG. На внешнем кольце изображены 12 звёзд Европейского союза. |            |                                                                                  |           |                                        |
| |            |                                                                                  |           |                                        |
| | Ватикан    | 80 лет Папе римскому Бенедикту XVI                                               | 100 тыс.  | ДЧ: 16 апреля 2007 ДВО: 1 октября 2007 |
| Описание: Портрет текущего папы римского Бенедикта XVI. Вокруг портрета надпись — BENEDICTI XVI P.M. AETATIS ANNO LXXX CITTÁ DEL VATICANO (Бенедикт XVI, 80 лет со дня рождения, Государство-город Ватикан). |            |                                                                                  |           |                                        |
| |            |                                                                                  |           |                                        |
| €2 — Португалия 2007 | Португалия | Председательство Португалии в ЕС                                                 | 1,275 млн | ДЧ: 1 июня 2007 ДВО: 1 июля 2007       |
| Описание: На внутренней части монеты изображен пробковый дуб; слева от дуба — изображение герба Португалии, справа — слово POR TU GAL, написанное в три строки. Под изображением дуба полукругом имеется надпись 2007 PRESIDÊNCIA DO CONSELHO DA UE. На внешнем кольце изображены 12 звёзд Европейского союза.                                                                                               |            |                                                                                  |           |                                        |
| |            |                                                                                  |           |                                        |
| €2 — Монако 2007 | Монако     | 25 лет со дня смерти Грейс Келли                                                 | 20,001    | 1 июля 2007                            |
| Описание: Профильный портрет принцессы Монако Грейс Келли. Справа от портрета (полукругом) — надпись MONACO, знак монетного двора, год чеканки и знак гравера. Возле самого портрета имеется знак художника — R. B. BARON. На внешнем кольце изображены 12 звёзд Европейского союза. |            |                                                                                  |           |                                        |
| |            |                                                                                  |           |                                        |
| €2 — Сан-Марино 2007 | Сан-Марино | 200 лет со дня рождения Джузеппе Гарибальди                                      | 130 тыс.  | 9 октября 2007                         |
| Описание: Портрет Джузеппе Гарибальди. Слева от портрета надпись SAN MARINO, знак Римского монетного двора (буква R) и инициалы дизайнера (E.L.F. — Ettore Lorenzo Frapiccini). Справа от портрета указан год чеканки. На внешнем кольце изображены 12 звёзд Европейского союза. |            |                                                                                  |           |                                        |
| |            |                                                                                  |           |                                        |
| €2 — Финляндия 2007 | Финляндия  | 90 лет независимости Финляндии                                                   | 2 млн     | 1 декабря 2007                         |
| Описание: В центре монеты изображена лодка с девятью гребущими людьми. Сверху и снизу от основного изображения стоят года — 2007 и 1917 (год приобретения независимости Финляндии соответственно. Слева от изображения стоит знак монетного двора, справа надпись FI (для идентификации финских монет). На внешнем кольце изображены 12 звёзд Европейского союза.                                            |            |                                                                                  |           |                                        |

### 2007, серия «Римский договор»
| Изображение | Страна     | Краткое описание                                                          | Тираж     | Дата выпуска  |
| --- | ---------- | ------------------------------------------------------------------------- | --------- | ------------- |
| |            |                                                                           |           |               |
| Австрия, серия «Римский договор», 2007 | Австрия    | Надпись: VERTRAG VON ROM 50 JAHRE, EUROPA, REPUBLIK ÖSTERREICH            | 9 млн     | 25 марта 2007 |
| Бельгия, серия «Римский договор», 2007 | Бельгия    | Надпись: PACTVM ROMANVM QVINQVAGENARIVM, EUROPEA, BELGIQUE-BELGIE-BELGIEN | 5 млн     | 25 марта 2007 |
| ФРГ, серия «Римский договор», 2007 | Германия   | Надпись: RÖMISCHE VERTRÄGE 50 JAHRE, EUROPA, BUNDESREPUBLIK DEUTSCHLAND   | 30 млн    | 25 марта 2007 |
| Греция, серия «Римский договор», 2007 | Греция     | Надпись: ΣΥΝΘΗΚΗ ΤΗΣ ΡΩΜΗΣ 50 XPONIA, EYPΩΠΗ, ΕΛΛΗΝΙΚΗ ΔΗΜΟΚΡΑΤΙΑ         | 4 млн     | 25 марта 2007 |
| Ирландия, серия «Римский договор», 2007 | Ирландия   | Надпись: conradh na róımhe 50 blıaın, an eoraıp, éıre                     | 4,82 млн  | 25 марта 2007 |
| | Испания    | Надпись: TRATADO DE ROMA 50 AÑOS, EUROPA, ESPAÑA                          | 8 млн     | 25 марта 2007 |
| Италия, серия «Римский договор», 2007 | Италия     | Надпись: TRATTATI DI ROMA 50° ANNIVERSARIO, EUROPA, REPUBBLICA ITALIANA   | 5 млн     | 25 марта 2007 |
| Люксембург, серия «Римский договор», 2007 | Люксембург | Надпись: TRAITÉ DE ROME 50 ANS, EUROPE, LËTZEBUERG                        | 2,1 млн   | 25 марта 2007 |
| | Нидерланды | Надпись: VERDRAG VAN ROME 50 JAAR, EUROPA, KONINKRIJK DER NEDERLANDEN     | 6,333 млн | 25 марта 2007 |
| Португалия, серия «Римский договор», 2007 | Португалия | Надпись: TRATADO DE ROMA 50 ANOS, EUROPA, PORTUGAL                        | 2 млн     | 25 марта 2007 |
| | Словения   | Надпись: RIMSKA POGODBA 50 LET, EVROPA, SLOVENIJA                         | 400 тыс.  | 25 марта 2007 |
| Финляндия, серия «Римский договор», 2007 | Финляндия  | Надпись: ROOMAN SOPIMUS 50 V, EUROOPPA, SUOMI FINLAND                     | 1,4 млн   | 25 марта 2007 |
| Испания, серия «Римский договор», 2007 | Франция    | Надпись: TRAITÉ DE ROME 50 ANS, EUROPE, RÉPUBLIQUE FRANÇAISE              | 9,4 млн   | 25 марта 2007 |
| Описание: Серия посвящена 50-летию подписания Римского договора. Центральным элементом национальной стороны монет является открытая книга с подписями сторон на фоне римского Капитолия. Надписи: - над книгой (в рамках Капитолия) слово «Европа» на национальном языке; - над Капитолием — «Римское соглашение, 50 лет» на национальном языке; - под Капитолием — год чеканки и название страны. На внешнем кольце изображены 12 звёзд Европейского союза. Данная серия идёт вне указа о том, что каждая страна может чеканить только по одной €2 монеты в год. По специальным законам Люксембурга на всех монетах страны должен быть портрет Великого Герцога, поэтому дизайн Люксембургской монеты немного отличается от общего дизайна этой серии — добавлен скрытый портрет герцога. В Нидерландах, где действует подобный закон, специально для этого выпуска (только для этой серии) закон был поправлен. Поэтому нидерландская монета схожа по дизайну с другими. В Бельгии, где действует три официальных языка, все надписи сделали на латинском. Монеты этой серии были отчеканены во всех странах еврозоны, кроме Монако, Сан-Марино и Ватикана (так как они не члены Европейского союза), однако некоторые страны-члены ЕС, не входящие в еврозону, отчеканили свои монеты с подобным дизайном. К примеру, Кипр — 1 фунт и Венгрия — 50 форинтов. |            |                                                                           |           |               |

### 2008
| Изображение | Страна     | Краткое описание                                                                 | Тираж        | Дата выпуска     |
| --- | ---------- | -------------------------------------------------------------------------------- | ------------ | ---------------- |
| €2 — ФРГ 2008 | Германия   | Третья монета серии «Федеральные земли Германии» — Церковь св. Михаила, Гамбург, | 30 млн       | 1 февраля 2008.  |
| Описание: В качестве основного рисунка на монете используется изображение Церкви св. Михаила в Гамбурге. Под церковью имеется название федеральной земли Гамбург — HAMBURG. Справа от церкви — инициалы гравера OE, выше них (ближе к центру) — знак монетного двора — «A», «D», «F», «G» или «J», в зависимости от монетного двора. На внешнем кольце имеются год чеканки монеты — 2008, 12 звёзд Европейского союза и слова Bundesrepublik Deutschland («Федеративная Республика Германия») |            |                                                                                  |              |                  |
| |            |                                                                                  |              |                  |
| €2 — Люксембург 2008 | Люксембург | Замок Берг                                                                       | 1.047,5 тыс. | 1 февраля 2008   |
| Описание: Замок Берг, на переднем плане портрет Великого герцога Анри Нассау. Выше портрета имеется знаки монетного двора и гравёра, а также указан год выпуска. Под портретом имеется надпись «LETZEBUERG». На внешнем кольце — 12 звёзд Европейского союза. |            |                                                                                  |              |                  |
| |            |                                                                                  |              |                  |
| €2 — Сан-Марино 2008 | Сан-Марино | Европейский год межкультурного диалога                                           | 130 тыс.     | 20 мая 2008      |
| Описание: Пять человеческих фигур, символизирующие культуры пяти регионов Европейского континента. На заднем плане изображены священные тексты других культур. Выше изображения надпись полукругом — SAN MARINO и указан год чеканки; снизу: ANNO EUROPEO DEL DIALOGO INTERCULTURALE (Европейский год межкультурного диалога (ит.)) и инициалы художника (E.L.F. — Ettore Lorenzo Frapiccini); слева — знак римского монетного двора. На внешнем кольце изображены 12 звёзд Европейского союза. |            |                                                                                  |              |                  |
| |            |                                                                                  |              |                  |
| | Словения   | 500 лет со дня рождения Приможа Трубара                                          | 1 млн        | 26 мая 2008      |
| Описание: Портрет Приможа Трубара, слева от портрета расположены надписи (в два ряда): PRIMOŽ TRUBAR и 1508-1586. В нижней части портрета надпись: SLOVENIJA 2008. На внешнем кольце — 12 звёзд Европейского союза. |            |                                                                                  |              |                  |
| |            |                                                                                  |              |                  |
| €2 — Бельгия 2008 | Бельгия    | 60 лет Декларации прав человека                                                  | 5 млн        | 30 мая 2008      |
| Описание: На внутренней части монеты изображены искривленные линии возле прямоугольника, выделяющего число 60. Над прямоугольником указан год чеканки монеты, под прямоугольником — надпись UNIVERSAL DECLARATION OF HUMAN RIGHTS (Всеобщая декларация прав человека); ещё ниже полукругом написано название страны на трёх государственных языках (BELGIE — BELGIQUE — BELGIEN). Слева и справа имеются знаки бельгийского монетного двора и миницмейцтера (Romain Coenen) соответственно. На внешнем кольце изображены 12 звёзд Европейского союза.                                                                                           |            |                                                                                  |              |                  |
| |            |                                                                                  |              |                  |
| €2 — Франция 2008 | Франция    | Председательство Франции в ЕС                                                    | 20,094 млн   | 1 июля 2008      |
| Описание: На национальной стороне монеты имеется только надпись PRÉSIDENCE FRANÇAISE UNION EUROPÉENNE RF. Ниже расположены знаки монетного двора и миницмейстера. |            |                                                                                  |              |                  |
| |            |                                                                                  |              |                  |
| €2 — Португалия 2008 | Португалия | 60 лет Декларации прав человека                                                  | 1,025 млн    | 15 сентября 2008 |
| Описание: В центре монеты имеется сложный геометрический узор. Над узором — герб Португалии, название страны и год выпуска монеты. По окружности монеты надпись — 60 ANOS DA DECLARAÇÃO UNIVERSAL DOS DIREITOS HUMANOS (60 лет Декларации прав человека (порт.)); знаки португальского монетного двора (INCM) и дизайнера монеты (Esc. J. Duarte). На внешнем кольце — 12 звёзд Европейского союза. |            |                                                                                  |              |                  |
| |            |                                                                                  |              |                  |
| €2 — Ватикан 2008 | Ватикан    | Апостол Павел                                                                    | 106.084      | 15 октября 2008  |
| Описание: Внутренняя часть монеты изображает обращение Святого Павла по дороге к Дамаску (город виден на заднем плане). Святой, ослеплённый светом от неба, падает со своей лошади. Надписи вокруг изображения: слева — название страны — CITTÀ DEL VATICANO; Справа — ANNO SANCTO PAULO DICATO. Также справа указан год выпуска монеты, знак римского монетного двора, подписи художника (VEROI) и гравера (L.D.S. INC. ). На внешнем кольце монеты расположены двенадцать звёзд ЕС. |            |                                                                                  |              |                  |
| |            |                                                                                  |              |                  |
| €2 — Финляндия 2008 | Финляндия  | 60 лет Декларации прав человека                                                  | 1,5 млн      | 24 октября 2008  |
| Описание: На монете изображена человеческая фигура внутри сердцевидного отверстия в каменной стене. Под сердцем надпись — HUMAN RIGHTS (Права человека), выше сердца указан год выпуска. В самом низу — буквы FI (для идентификации финских монет), K (подпись художника Tapio Kettunen) и знак финского монетного двора. На внешнем кольце — 12 звёзд ЕС. |            |                                                                                  |              |                  |
| |            |                                                                                  |              |                  |
| €2 — Италия 2008 | Италия     | 60 лет Декларации прав человека                                                  | 2,5 млн      | 10 декабря 2008  |
| Описание: Основой дизайна монеты является причудливое изображение: образы мужчины и женщины с оливковой ветвью, початком кукурузы и зубчатым колесом и колючей проволокой, символы, представляющие право на мир, пищу, работу и свободу соответственно. Сломанная цепь формирует число 60. Почти в центре расположен символ Итальянской Республики (RI), слева указан год, справа — подпись гравёра (MCC — Maria Carmela Colaneri) и знак Римского монетного двора (R). Ниже основного изображения полукругом расположена надпись: DIRITTI UMANI (Права человека (ит.)). Традиционно, на внешнем кольце изображены 12 звёзд Европейского союза. |            |                                                                                  |              |                  |

### 2009
| Изображение | Страна     | Краткое описание                                                                           | Тираж       | Дата выпуска     |
| --- | ---------- | ------------------------------------------------------------------------------------------ | ----------- | ---------------- |
| €2 — Люксембург 2009 | Люксембург | 90 лет вступления на престол Герцогини Шарлотты                                            | 1,4 млн     | 15 января 2009   |
| Описание: На монете изображены портреты Герцога Анри (справа) и Герцогини Шарлотты (слева). Справа от портретов — вертикально расположенный текст: LËTZEBUERG и год выпуска монеты. По бокам от года — знак директора монетного двора в Утрехте и знак самого монетного двора. На внешнем кольце — 12 звёзд Европейского союза. |            |                                                                                            |             |                  |
| |            |                                                                                            |             |                  |
| 2009 | Германия   | Четвёртая монета серии «Федеральные земли Германии» — Церковь Людвига в Саарбрюккене, Саар | 30 млн      | 2 февраля 2009   |
| Описание: Основным изображением монеты является церковь Людвига (Ludwigskirche) в г.Саарбрюккене. Под церковью имеется название федеральной земли — SAARLAND. Под названием земли имеется знак монетного двора. Справа от церкви — инициалы гравёра FB (Friedrich Brenner). На внешнем кольце — год чеканки монеты — 2009, 12 звёзд Европейского союза и слова Bundesrepublik Deutschland (Федеративная Республика Германия). |            |                                                                                            |             |                  |
| |            |                                                                                            |             |                  |
| €2 — Португалия 2009 | Португалия | Португалоязычные игры 2009                                                                 | 1,25 млн    | июнь 2009        |
| Описание: Во внутренней части монеты изображена эмблема II Игр португалоязычных стран: спортсмен с разноцветной лентой, празднующий победу. Наверху — герб Португалии. Снизу полукругом надпись: 2.os JOGOS DA LUSOFONIA LISBOA. Слева от этой надписи расположен знак монетного двора в Лиссабоне (INCM), справа — знак художника, работавшего над монетой (J. AURÉLIO). Над головой спортсмена — год выпуска монеты. На внешнем кольце — 12 звёзд Европейского союза на фоне концентрических круговых линий.                                  |            |                                                                                            |             |                  |
| |            |                                                                                            |             |                  |
| €2 — Сан-Марино 2009 | Сан-Марино | Европейский год творчества и инноваций                                                     | 130 тыс.    | 5 сентября 2009  |
| Описание: На монете изображены предметы, символизирующие науку: книга, циркуль, две пробирки. Слева от них — три пера, символизирующих Республику Сан-Марино. Справа — год выпуска монеты 2009 и знак монетного двора R. Сверху надпись CREATIVITÁ INNOVAZIONE (ТВОРЧЕСТВО ИННОВАЦИЙ). Снизу — название страны и знак Ниже название страны SAN-MARINO и инициалы художника A.M. . На внешнем кольце имеются 12 звёзд Европейского союза. |            |                                                                                            |             |                  |
| |            |                                                                                            |             |                  |
| €2 — Бельгия 2009 | Бельгия    | 200 лет с рождения Луи Брайля                                                              | 5,011 млн   | 25 сентября 2009 |
| Описание: Во внутренней части Бельгийской монеты изображен портрет Луи Брайля между его инициалами, написанными алфавитом для слепых, который он разработал (3 точки — L, 2 точки — B). Выше портрета надпись LOUIS BRAILLE (ЛУИ БРАЙЛЬ). Под портретом имеется обозначение государства, выпустившего монету (буквы BE), расположенное между датами 1809 и 2009. По краям слева и справа соответственно — знак Королевского монетного двора Бельгии и знак Директора монетного двора. На внешнем кольце изображены 12 звёзд Европейского союза. |            |                                                                                            |             |                  |
| |            |                                                                                            |             |                  |
| €2 — Италия 2009 | Италия     | 200 лет с рождения Луи Брайля                                                              | 2 млн       | 15 октября 2009  |
| Описание: На внутренней части итальянской монеты изображена рука, читающая открытую книгу контактным методом. Над указательным пальцем, который указывает на вертикальную надпись LOUIS BRAILLE 1809—2009, расположены две стилизованных птицы, символизирующие свободу знания. Под книгой написано имя Луи Брайля шрифтом для слепых. На внешнем кольце изображены 12 звёзд Европейского союза. |            |                                                                                            |             |                  |
| |            |                                                                                            |             |                  |
| €2 — Финляндия 2009 | Финляндия  | 200 лет автономии Финляндии и учреждения центральных правительственных учреждений          | 1,6 млн     | 23 октября 2009  |
| Описание: Во внутренней части монеты изображён треугольник фронтона собора в Порвоо, над фронтоном стоит дата 1809 (год получения автономии Финляндии), слева год выпуска монеты — 2009, справа знак финского монетного двора и обозначение страны, выпустившей монету (буквы FI). На внешнем кольце — 12 звезд Европейского союза. |            |                                                                                            |             |                  |
| |            |                                                                                            |             |                  |
| €2 — Словакия 2009 | Словакия   | 20 лет с начала Бархатной Революции                                                        | 1 млн       | 10 ноября 2009   |
| Описание: Во внутренней части монеты изображён звенящий колокол с ключом вместо языка — символ мирного протеста. Справа под колоколом выгравированы знак монетного двора в Кремнице и логотип художника (стилизованные буквы MK). По окружности надписи: «17. NOVEMBER SLOBODA — DEMOKRACIA» («17 НОЯБРЯ СВОБОДА — ДЕМОКРАТИЯ»). На внешнем кольце изображены 12 звёзд Европейского союза. |            |                                                                                            |             |                  |
| |            |                                                                                            |             |                  |
| €2 — Ватикан 2009 | Ватикан    | Международный год астрономии                                                               | 106 084 шт. | 18 ноября 2009   |
| Описание: Во внутренней части монеты изображена картина Микеланджело «Сотворение Солнца и Луны», а также астрономические инструменты. Год выпуска и знак монетного двора указаны в нижней части квадранта. Надписи по окружности: «ANNO INTERNAZIONALE DELL’ASTRONOMIA» (Международный год астрономии) и «CITTÀ DEL VATICANO» (Государство-город Ватикан). На внешнем кольце изображены 12 звёзд Европейского союза. |            |                                                                                            |             |                  |

### 2009, серия «10 лет Экономическому и валютному союзу»
| Изображение | Страна     | Краткое описание                                                     | Тираж     | Дата выпуска  |
| --- | ---------- | -------------------------------------------------------------------- | --------- | ------------- |
| | Австрия    | Надпись: REPUBLIK ÖSTERREICH, WWU (Wirtschafts - und Währungsunion)  | 5 млн     | 1 января 2009 |
| Бельгия, серия «10 лет введения евро», 2009 | Бельгия    | Надпись: BELGIQUE-BELGIE-BELGIEN, EMU (Economic and Monetary Union)  | 5 млн     | 1 января 2009 |
| ФРГ, серия «10 лет введения евро», 2009 | Германия   | Надпись: BUNDESREPUBLIK DEUTSCHLAND, WWU                             | 30 млн    | 1 января 2009 |
| | Греция     | Надпись: ΕΛΛΗΝΙΚΗ ΔΗΜΟΚΡΑΤΙΑ, ONE (Οικονομική και Νομισματική Ένωση) | 4 млн     | 1 января 2009 |
| | Кипр       | Надпись: KYΠPOΣ KIBRIS, ONE (Οικονομική και Νομισματική Ένωση)       | 1 млн     | 1 января 2009 |
| | Ирландия   | Надпись: éıʀe, AEA (Aontas Eacnamaíochta Airgeadaíochta)             | 5 млн     | 1 января 2009 |
| Италия, серия «10 лет введения евро», 2009 | Италия     | Надпись: REPUBBLICA ITALIANA, UEM (l'unione economica e monetaria)   | 2,5 млн   | 1 января 2009 |
| | Люксембург | Надпись: LËTZEBUERG, UEM (l'Union économique et monétaire)           | 1,4 млн   | 1 января 2009 |
| | Мальта     | Надпись: MALTA, UEM (l-Unjoni Ekonomika u Monetarja)                 | 700 тыс.  | 1 января 2009 |
| Нидерланды, серия «10 лет введения евро», 2009 | Нидерланды | Надпись: Nederland, EMU (economische en monetaire unie)              | 5,3 млн   | 1 января 2009 |
| | Португалия | Надпись: PORTUGAL, UEM (União Económica e Monetária)                 | 1,285 млн | 1 января 2009 |
| | Словакия   | Надпись: SLOVENSKO, HMÚ (Hospodárska a menová únia)                  | 2,5 млн   | 1 января 2009 |
| | Словения   | Надпись: SLOVENIJA, EMU (Ekonomska in monetarna unija)               | 1 млн     | 1 января 2009 |
| Испания, СЕРИЯ «10 ЛЕТ ВВЕДЕНИЯ ЕВРО», 2009 | Испания    | Надпись: ESPAÑA, UEM (Unión Económica y Monetaria)                   | 8 млн     | 1 января 2009 |
| | Финляндия  | Надпись: SUOMI FINLAND, 2009, EMU                                    | 1,4 млн   |               |
| | Франция    | Надпись: RÉPUBLIQUE FRANÇAISE, UEM (l'Union économique et monétaire) | 10 млн    |               |
| Описание: В центре монеты изображена стилизованная человеческая фигура, рука которого продолжена символом евро. Под этим символом расположен знак дизайнера монеты. Надписи: - над фигурой — название страны на национальном языке; - под фигурой — аббревиатура «Экономический и валютный союз» на национальном языке и года 1999—2009. На внешнем кольце — 12 звезд Европейского союза. Данная серия идёт вне указа о том, что каждая страна может чеканить только по одной €2 монеты в год. По специальным законам Люксембурга на всех монетах страны должен быть портрет Великого Герцога, поэтому дизайн Люксембургской монеты немного отличается от общего дизайна этой серии — добавлен скрытый портрет Герцога. В Нидерландах, где действует подобный закон, специально для этого выпуска (только для этой серии) закон был поправлен. Поэтому нидерландская монета схожая по дизайну с другими. |            |                                                                      |           |               |

Предварительные проекты монеты были выбраны директорами монетных дворов еврозоны. Конечный дизайн выбирался электронным голосованием с 31 января по 22 февраля 2008 года, результат голосования был обнародован 25 февраля 2008 года.
Монеты этой серии были отчеканены во всех странах еврозоны, кроме Монако, Сан-Марино и Ватикана (так как они не члены Евросоюза).

### 2010
| Изображение | Страна     | Краткое описание | Тираж    | Дата выпуска    |
| --- | ---------- | --- | -------- | --------------- |
| | Люксембург | Герб Великого герцога Люксембурга                                                                                   | 500 тыс. | 14 января 2010  |
| Описание: во внутренней части монеты изображён портрет Великого герцога Анри (слева) и герб Великого герцога (справа). Под портретом указано название страны, выпустившей монету — LËTZEBUERG, частично заходящее на внешнее кольцо. Над гербом — год выпуска монеты. По бокам от года — знак Директора монетного двора в Утрехте Maarten Brouwer (парусник) и знак монетного двора (посох Меркурия). На внешнем кольце — 12 звёзд Европейского союза. |            | |          |                 |
| |            | |          |                 |
| | Германия   | Пятая монета серии «Федеральные земли Германии» — Городская ратуша Бремена                                          | 31 млн   | 29 января 2010  |
| Описание: во внутренней части монеты изображены городская ратуша и статуя Бременского Роланда. Под ратушей (справа от статуи) имеется название федеральной земли — BREMEN. Под статуей указаны инициалы художника Bodo Broschat. На внешнем кольце — 12 звёзд Европейского союза. В верхней части кольца, между звёздами проставлена буква D, обозначающая страну, выпустившую монету — Deutschland («Германия»). В нижней части кольца, разделённый звездой, указан год выпуска монеты.                                                                                               |            | |          |                 |
| |            | |          |                 |
| | Испания    | 1-я монета серии «Памятники культурного и природного Всемирного наследия ЮНЕСКО»: Исторический центр города Кордова | 8 млн    | 29 января 2010  |
| Описание: во внутренней части монеты изображён молитвенный зал Большой мечети Кордовы, слева — знак монетного двора Испании. Внизу вдоль буртика — название государства ESPAÑA и год выпуска монеты 2010. На внешнем кольце — 12 звёзд Европейского союза. |            | |          |                 |
| |            | |          |                 |
| €2 — Италия 2010 | Италия     | 200 лет со дня рождения Камилло Кавура                                                                              | 4 млн    | 1 марта 2010    |
| Описание: в центре внутреннего части монеты изображен портрет графа ди Кавура. Справа от портрета имеется обозначение Римского монетного двора (маленькая буква R) и даты «1810—2010» в две строки. Внизу имеются инициалы художницы, работавшей над дизайном — Claudia Momoni — C.M.. Слева от портрета стоит фамилия политика — CAVOUR, также имеется обозначение страны эмитента — буквы IR («Итальянская Республика»). На внешнем кольце — 12 звёзд Европейского союза. |            | |          |                 |
| |            | |          |                 |
| €2 — Словения 2010 | Словения   | 200 лет Ботаническому саду Любляны                                                                                  | 1 млн    | 10 мая 2010     |
| Описание: в центре внутренней части монеты изображено соцветие хладникии (является местным для Словении и названо в честь основателя сада — Франка Хладника), ниже указано латинское название растения: Hladnikia Pastinacifolia. Надписи по окружности: 200 LET • BOTANIČNI VRT • LJUBLJANA («200 ЛЕТ • БОТАНИЧЕСКИЙ САД • ЛЮБЛЯНА»); SLOVENIJA 2010. На внешнем кольце — 12 звёзд Европейского союза. |            | |          |                 |
| |            | |          |                 |
| €2 — Бельгия 2010 | Бельгия    | Председательство в Евросоюзе                                                                                        | 5 млн    | 10 июня 2010    |
| Описание: во внутренней части монеты изображён логотип председательства Бельгии: строчные буквы eu, выше — trio.be. Под логотипом указан год выпуска монеты 2010. По краям слева и справа соответственно — знак Королевского монетного двора Бельгии и знак Директора монетного двора. По окружности надпись: BELGIAN PRESIDENCY OF THE COUNCIL OF THE EU 2010 («Председательство Бельгии в Совете ЕС 2010») и название страны на трёх официальных языках страны: нидерландском, французском и немецком: Belgie — Belgique — Belgien. На внешнем кольце — 12 звёзд Европейского союза. |            | |          |                 |
| |            | |          |                 |
| €2 — Франция 2010 | Франция    | 70 лет воззванию Шарля де Голля «Ко всем французам» 18 июня 1940 года                                               | 10 млн   | 14 июня 2010    |
| Описание: во внутренней части монеты изображён Шарль де Голль с листами речи перед микрофоном, рядом надпись — «70 ANS / 18 APPEL JUIN». Сверху — год «2010», внизу (на листах речи) — аббревиатура Французской республики («RF»). На внешнем кольце — 12 звёзд Европейского союза. |            | |          |                 |
| |            | |          |                 |
| €2 — Сан-Марино 2010 | Сан-Марино | 500 лет со дня смерти Сандро Боттичелли                                                                             | 140 тыс. | 7 сентября 2010 |
| Описание: во внутренней части монеты изображён фрагмент картины Боттичелли «Весна» с изображением головы Грации Наслаждение. Слева — год «2010» и знак Римского монетного двора (литера «R»), вдоль буртика — «SAN-MARINO». Справа — знак художника Роберто Маури — «m». На внешнем кольце — 12 звёзд Европейского союза. |            | |          |                 |
| |            | |          |                 |
| €2 — Португалия 2010 | Португалия | 100 лет Португальской Республике                                                                                    | 2 млн    | 7 сентября 2010 |
| Описание: во внутренней части монеты изображены два символа страны: герб Португалии (справа) и аллегорическая девушка Республика (слева). Справа полукругом надпись: «República Portuguesa» и годы «1910 • 2010». По левому краю расположены знак Лиссабонского монетного двора (INCM) и знак художника (JOSE CÂNDIDO). На внешнем кольце — 12 звёзд Европейского союза. |            | |          |                 |
| |            | |          |                 |
| €2 — Ватикан 2010 | Ватикан    | Год священника | 115 тыс. | 12 октября 2010 |
| Описание: во внутренней части монеты изображён пастух, вырывающий ягнёнка из пасти льва. По окружности надписи: «CITTÀ DEL VATICANO» и «ANNO SACERDOTALE». Слева от изображения стоит год выпуска монеты «2010», снизу — знак Римского монетного двора (литера «R»), справа — имя художника «VEROI». На внешнем кольце — 12 звёзд Европейского союза. |            | |          |                 |
| |            | |          |                 |
| €2 — Греция 2010 | Греция     | 2500 лет Марафонской битве                                                                                          | 2.5 млн  | 25 октября 2010 |
| Описание: во внутренней части монеты изображён щит, птица и бегущий воин — марафонец с копьём в руке. Птица на щите символизирует рождение западной цивилизации в её нынешнем виде — благодаря победе греков в Марафонской битве, удалось остановить продвижение Персидской империи в Европу. На внешнем кольце — 12 звёзд Европейского союза. |            | |          |                 |
| |            | |          |                 |
| €2 — Финляндия 2010 | Финляндия  | 150 лет финской валюте                                                                                              | 1.6 млн  | 29 октября 2010 |
| Описание: во внутренней части монеты слева гравированное изображение геральдического льва Финляндии и год «2010». Справа от льва — новый знак монетного двора и группа чисел, обозначающих в символической форме номиналы различных финляндских монет. На внешнем кольце — 12 звёзд Европейского союза. |            | |          |                 |

### 2011
| Изображение | Страна     | Краткое описание | Тираж             | Дата выпуска     |
| --- | ---------- | --- | ----------------- | ---------------- |
| €2 — Словакия 2011 | Словакия   | 20 лет формирования Вишеградской группы                                                                                      | 1 млн.            | 10 января 2011   |
| Описание: Во внутренней части монеты изображена карта четырёх стран, входящих в Вишеградскую группу. Карта дополнена стилизованным обозначением организации: римская цифра «IV» внутри литеры «V». Под картой — год выпуска монеты «2011» (слева) и название страны «SLOVENSKO» (справа). По окружности — название организации на словацком и английском языках: «VYŠEHRADSKÁ SKUPINA • VISEGRAD GROUP». Внизу — дата основания Вишеградской группы — «15.2.1991». Под названием страны выгравированы инициалы дизайнера монеты Мирослава Ронаи (буквы MR) и знак Монетного двора Словакии. На внешнем кольце — 12 звёзд Европейского союза.                                                                               |            | |                   |                  |
| |            | |                   |                  |
| €2 — Нидерланды 2011 | Нидерланды | 500 лет издания книги «Похвала глупости» Эразма Роттердамского                                                               | 4 млн.            | 24 января 2011   |
| Описание: Внутренняя часть монеты изображает Эразма, пишущего свою книгу, слева — портрет Королевы Беатрикс. Между этими изображениями расположена вертикальная надпись «Beatrix Koningin der Nederlanden» («Беатрикс — Королева Нидерландов») в две строки. Также, на монете выгравированы год выпуска «2011», знак Директора монетного двора в Утрехте Maarten Brouwer (парусник) и знак самого монетного двора в Утрехте (посох Меркурия). На внешнем кольце — 12 звезд Европейского союза. |            | |                   |                  |
| |            | |                   |                  |
| 2011 | Германия   | Шестая монета серии «Федеральные земли Германии» — Кёльнский собор                                                           | 30 млн.           | 28 января 2011   |
| Описание: Во внутренней части монеты изображен Кёльнский собор с южной стороны. Под собором расположено название федеральной земли — «NORDRHEIN-WESTFALEN» в две строки. Справа выгравированы инициалы художника Heinz Hoyer (буквы HH). Чуть выше — знак монетного двора — «A», «D», «F», «G» или «J», в зависимости от монетного двора. На внешнем кольце — 12 звёзд Европейского союза. Также, в верхней части монеты между звёздами проставлена буква «D», обозначающая страну, выпустившую монету — «Deutschland» (Германия). В основании монеты, разделенный звездой, указан год выпуска монеты. |            | |                   |                  |
| |            | |                   |                  |
| €2 — Люксембург 2011 | Люксембург | 50 лет назначения Великого герцога Люксембурга Жана титулом «lieutenant-représentant»                                        | 1,4 млн.          | 3 февраля 2011   |
| Описание: Профили трёх монархов Люксембурга: Великой герцогини Шарлотты, Великого герцога Жана и правящего Великого герцога Анри. Под портретами выгравированы их имена: «Charlotte», «Jean», «Henri». Над портретами имеется название страны-эмитента «LËTZEBUERG». Ещё выше — год выпуска «2011» между знаком Директора Королевского монетного двора в Утрехте Maarten Brouwer (парусник, слева) и знаком самого монетного двора Нидерландов (посох Меркурия, справа). По окружности расположен микротекст: «Großherzogtum Luxemburg — Grand-Duché de Luxembourg — Groussherzogtum Lëtzebuerg» название страны на трёх языках (немецком, французском и люксембургском). На внешнем кольце — 12 звёзд Европейского союза. |            | |                   |                  |
| |            | |                   |                  |
| €2 — Испания 2011 | Испания    | 2-я монета серии «Памятники культурного и природного Всемирного наследия ЮНЕСКО»: Альгамбра, Хенералифе и Альбасин в Гранаде | 8 млн.            | 21 февраля 2011  |
| Описание: Во внутренней части монеты изображён Львиный дворик в Альгамбре. Сверху — знак Королевского монетного двора Испании. Внизу — название государства-эмитента «ESPAÑA» и год выпуска монеты «2011». На внешнем кольце — 12 звёзд Европейского союза. |            | |                   |                  |
| |            | |                   |                  |
| €2 — Словения 2011 | Словения   | 100 лет со дня рождения Франца Розмана — словенского партизана, боровшегося за свободу родины во время Второй мировой войны  | 1 млн.            | 21 марта 2011    |
| Описание: Стилизованный портрет Франца Розмана. На его груди — пятиконечная звезда. Справа от портрета выгравировано название страны-эмитента «SLOVENIJA», под ним вертикально указан год выпуска монеты, над ним — надпись в 3 вертикальных строки: «FRANC ROZMAN STANE» и указаны годы жизни партизана: «1911 1944». На внешнем кольце — 12 звёзд Европейского союза. |            | |                   |                  |
| |            | |                   |                  |
| | Италия     | 150-летие объединения Италии (Рисорджименто)                                                                                 | 10 млн            | 26 апреля 2011   |
| Описание: Три итальянских флага развевающихся ветру, символизируя три годовщины (1911, 1961 и 2011) и иллюстрируя связь между поколениями. Сверху по окружности надпись: «150º DELL’UNITÀ D’ITALIA» (150 лет объединения Италии). Снизу — даты: 1861 2011. Справа от флагов имеется обозначение страны эмитента — буквы IR («Итальянская Республика»). Под датами в центре — обозначение Итальянского монетного двора (буква R). Также внизу имеются инициалы гравёра — Ettore Lorenzo Frapiccini — ELF INC. На внешнем кольце — 12 звёзд Европейского союза. |            | |                   |                  |
| |            | |                   |                  |
| €2 — Бельгия 2011 | Бельгия    | 100 лет Международному женскому дню                                                                                          | 5 млн             | 3 мая 2011       |
| Описание: Портреты двух известных женщин Бельгии — Исалы Ван Дист и Мари Поплен. Надпись под портретами полукругом: «I.V. DIEST 2011 M. POPELIN». Возле портретов — символы их профессий — посох Асклепия и весы. Сверху — знак Директора Бельгийского монетного двора Serge Lesens (перо), обозначение страны-эмитента (буквы BE) и знак Монетного двора Бельгии (голова архангела Михаила) На внешнем кольце — 12 звёзд Европейского союза. |            | |                   |                  |
| |            | |                   |                  |
| | Греция     | Всемирные Специальные Олимпийские игры                                                                                       | 1 млн.            | 30 мая 2011      |
| Описание: В центре — эмблема Специальных Олимпийских игр — стилизованное сияющее солнце, в центре солнца — оливковая ветвь в спиралевидной форме. Справа от эмблемы — надпись полукругом в две строки: «XIII SPECIAL OLYMPICS W.S.G. ATHENS 2011» (XIII SPECIAL OLYMPICS WORLD SUMMER GAMES — ATHENS 2011), а также название страны-эмитента — «ΕΛΛΗΝΙΚΗ ΔΗΜΟΚΡΑΤΙΑ». Надписи разделены знаком Монетного двора Греции. На внешнем кольце — 12 звёзд Европейского союза. |            | |                   |                  |
| |            | |                   |                  |
| €2 — Сан-Марино 2011 | Сан-Марино | 500 лет со дня рождения Джорджо Вазари                                                                                       | 130 тыс.          | 4 июня 2011      |
| Описание: Главным изображением монеты является фрагмент картины Джорджо Вазари «Юдифь и Олоферн». В основании изображения выгравированы даты «1511—2011», слева указано имя художника «G. VASARI» и знак Итальянского монетного двора (буква «R»). Справа — название страны, эмитировавшего монету «SAN MARINO» и инициалы Клаудии Момони — художника, работавшей над её дизайном — «C.M.». На внешнем кольце — 12 звёзд Европейского союза. |            | |                   |                  |
| |            | |                   |                  |
| €2 — Франция 2011 | Франция    | 30 лет Дню музыки во Франции                                                                                                 | 20[уточнить] млн. | 21 июня 2011     |
| Описание: В нижней части национальной стороны монеты изображена весёлая толпа, на которой «плавают» стилизованные музыкальные ноты, обозначающие атмосферу празднования в этот день. На само изображение нанесена аббревиатура Французской республики — «RF». Выше расположен логотип музыкального фестиваля. Под ним указан год эмиссии монеты «2011». Надпись над логотипом — «30e ANNIVERSAIRE» («30-я ГОДОВЩИНА»). На внешнем кольце — 12 звёзд Европейского союза. |            | |                   |                  |
| |            | |                   |                  |
| €2 — Монако 2011 | Монако     | Свадьба Князя Монако Альбера II, и Шарлин Уиттсток                                                                           | 148 тыс.          | 4 июля 2011      |
| Описание: Профильные портреты Князя Монако Альбера II и его избранницы Шарлин Уиттсток, под портретами выгравированы название страны-эмитента и год эмиссии: «MONACO 2011». На внешнем кольце — 12 звёзд Европейского союза. |            | |                   |                  |
| |            | |                   |                  |
| €2 — Португалия 2011 | Португалия | 500 лет со дня рождения Фернана Мендиша Пинту                                                                                | 520 тыс.          | 15 сентября 2011 |
| Описание: Парусное судно, плывущее по волнам, сформированным из названий стран, которые посетил Ф. М. Пинту во время своих странствий. В самом низу — название государства, выпустившего монету «PORTUGAL». Текст вверху по окружности: «FERNÃO MENDES PINTO», по бокам от корабля — годы «1511» и «2011». На внешнем кольце — 12 звёзд Европейского союза. |            | |                   |                  |
| |            | |                   |                  |
| €2 — Мальта 2011 | Мальта     | Первые избранные в 1849 году представители Мальты                                                                            | 430 тыс.          | 15 октября 2011  |
| Описание: Рука, бросающая лист в избирательную урну, надпись по окружности: «MALTA — FIRST ELECTED REPRESENTATIVES 1849». В основании стоит год эмиссии — «2011». На внешнем кольце — 12 звёзд Европейского союза. |            | |                   |                  |
| |            | |                   |                  |
| €2 — Финляндия 2011 | Финляндия  | 200 лет Банку Финляндии | 1,6 млн           | 17 октября 2011  |
| Описание: Лебедь-кликун, под крылом которого проставлены обозначение страны-эмитента (буквы FI), а также знак монетного двора Финляндии. Также указаны года: «2011» и «1811». На внешнем кольце — 12 звёзд Европейского союза. |            | |                   |                  |
| |            | |                   |                  |
| €2 — Ватикан 2011 | Ватикан    | XXVI Всемирный день молодёжи в Мадриде                                                                                       | 115 тыс.          | 18 октября 2011  |
| Описание: Молодые люди, держащие флаги Ватикана и Испании. Между человеческими фигурами имеются знак монетного двора в Риме (буква «R») и год эмиссии «2011». Текст вверху по окружности: «XXVI» и «G.M. G» («Giornata Mondiale della Gioventù» — «Всемирный день молодёжи»). В основании — название страны-эмитента «CITTÀ DEL VATICANO» («Государство-город Ватикан»). На внешнем кольце — 12 звёзд Европейского союза. |            | |                   |                  |

### 2012
| Изображение | Страна     | Краткое описание | Тираж    | Дата выпуска    |
| --- | ---------- | --- | -------- | --------------- |
| €2 — Германия 2012 | Германия   | Седьмая монета серии «Федеральные земли Германии» — Замок Нойшванштайн                                               | 30 млн.  | 3 февраля 2012  |
| Описание: Замок Нойшванштайн, изображённый с восточной стороны. За замком — стилизованные горы. Текст под изображением: «BAYERN». Слева — инициалы художника Erich Ott (склеенные буквы «OE»). Справа — знак одного из монетных дворов Германии. На внешнем кольце — 12 звёзд Европейского союза. |            | |          |                 |
| |            | |          |                 |
| €2 — Люксембург 2012 | Люксембург | 100 лет со дня смерти Великого герцога Люксембургского Вильгельма IV                                                 | 700 тыс. | 3 февраля 2012  |
| Описание: Профили двух монархов Люксембурга: правящего Великого герцога Анри и Великого герцога Вильгельма IV. Их имена под портретами: соответственно «HENRI» и «GUILLAUME IV». Также под вторым портретом имеется указан год смерти: «† 1912». Справа от портретов где-то вдали имеется стилизованное изображение города Люксембурга. В верхней части монеты указан год эмиссии «2012». Под ним текст в три строки: «GRANDS-DUCS DE LUXEMBOURG». На внешнем кольце — 12 звёзд Европейского союза. |            | |          |                 |
| |            | |          |                 |
| €2 — Испания 2012 | Испания    | 3-я монета серии «Памятники культурного и природного Всемирного наследия ЮНЕСКО»: Кафедральный собор в городе Бургос | 8 млн.   | 13 февраля 2012 |
| Описание: Кафедральный собор в городе Бургос. Текст слева: «ESPAÑA». Справа — год эмиссии монеты «2012» и знак Королевского монетного двора Испании. На внешнем кольце — 12 звёзд Европейского союза. |            | |          |                 |
| |            | |          |                 |
| €2 — Бельгия 2012 | Бельгия    | 75 лет истории музыкального конкурса имени королевы Елизаветы                                                        | 5 млн    | 6 июня 2012     |
| Описание: На фоне профильного портрета королевы Елизаветы Баварской изображен логотип конкурса: коронованная буква «E», в прямом и зеркальном отражении. Годы сверху: «1937—2012». В нижней части полукругом — название конкурса на английском языке: «QUEEN ELISABETH COMPETITION». Справа расположено краткое буквенное обозначение государства: «BE». На внешнем кольце — 12 звёзд Европейского союза.                                                                                           |            | |          |                 |
| |            | |          |                 |
| €2 — Португалия 2012 | Португалия | Гимарайнш — Культурная столица Европы                                                                                | 520 тыс. | 21 июня 2012    |
| Описание: Стилизованное изображение первого короля Португалии Афонсу Великого с мечом. Справа — изображение замка Гимарайнш. Текст под замком в две строки: «GUIMARÃES 2012». Также имеется эмблема Европейской столицы культуры 2012 года Гимарайнш. Слева выгравирован герб Португальской Республики, по ним — название государства-эмитента: «PORTUGAL». |            | |          |                 |
| |            | |          |                 |
| €2 — Монако 2012 | Монако     | 500 лет признания независимости Монако                                                                               | 110 тыс. | 1 июля 2012     |
| Описание: Профильный портрет сеньора Монако Люсьена I Гримальди. Текст над портретом полукругом: «1512 SOUVERAINETÉ DE MONACO 2012» («1512 СУВЕРЕНИТЕТ МОНАКО 2012»). Текст слева: «LUCIEN Ier». На внешнем кольце — 12 звёзд Европейского союза. |            | |          |                 |
| |            | |          |                 |
| €2 — Италия 2012 | Италия     | 100 лет со смерти поэта Джованни Пасколи                                                                             | 15 млн   | 2 июля 2012     |
| Описание: Портрет Джованни Пасколи. Снизу выгравировано его имя: «G. PASCOLI». Справа имеется обозначение страны эмитента — буквы «IR» («Итальянская Республика»). Слева — инициалы гравёра, работавшего над проектом монеты — Maria Carmela Colaneri (буквы «M.C.C.»), а также обозначение Римского монетного двора (буква «R»). Слева и справа размещены символичные даты: 1912 (год смерти поэта) и 2012 (сотая годовщина, год эмиссии монеты).                                                  |            | |          |                 |
| |            | |          |                 |
| €2 — Франция 2012 | Франция    | 100 лет со дня рождения аббата Пьера                                                                                 | 1 млн.   | 13 июля 2012    |
| Описание: Портрет аббата Пьера. Надпись по кругу: «Centenaire de la naissance de l’abbé Pierre» («Столетие со дня рождения аббата Пьера»). Справа указан год выпуска «2012». На внешнем кольце — 12 звёзд Европейского союза. |            | |          |                 |
| |            | |          |                 |
| €2 — Мальта 2012 | Мальта     | Совет большинства 1887 года                                                                                          | 400 тыс. | 20 августа 2012 |
| Описание: Девять человек на фоне дворца Великого магистра в Валлетте, являющегося официальной резиденцией президента и парламента страны. Надпись вверху полукругом: «MALTA — Majority Representation 1887». Снизу имеется выпуска монеты «2012». На внешнем кольце — 12 звёзд Европейского союза. |            | |          |                 |
| |            | |          |                 |
| €2 — Финляндия 2012 | Финляндия  | 150 лет со дня рождения художницы Хелены Шерфбек                                                                     | 2 млн.   | 5 октября 2012  |
| Описание: Один из автопортретов Хелены Шерфбек. Слева — имя художницы «HELENE SCHJERFBECK», обозначение страны-эмитента «FI» и год эмиссии «2012». Справа указаны годы жизни Шерфбек «1862-1946», кроме того стоит знак монетного двора. На внешнем кольце — 12 звёзд Европейского союза. |            | |          |                 |
| |            | |          |                 |
| €2 — Ватикан 2012 | Ватикан    | VII Всемирная встреча семей                                                                                          | 115 тыс. | 16 октября 2012 |
| Описание: Семья из пяти человек на фоне Миланского кафедрального собора. На внешнем кольце — 12 звёзд Европейского союза. |            | |          |                 |
| |            | |          |                 |
| €2 — Люксембург 2012 (свадьба) | Люксембург | Свадьба наследного Великого Герцога Люксембурга Гийома и бельгийской графини Стефании де Ланнуа                      | 500 тыс. | 20 декабря 2012 |
| Описание: Портреты (слева направо) Великого герцога Люксембурга Анри, графини Стефани де Ланнуа и наследного Великого герцога Гийома. Текст снизу: «PRËNZENHOCHZAÏT». Также имеется название государства-эмитента «LËTZEBUERG» и год эмиссии «2012», расположенный между знаком Директора Королевского монетного двора в Утрехте Maarten Brouwer (парусник, слева) и знаком самого монетного двора Нидерландов (посох Меркурия, справа). На внешнем кольце — 12 звёзд Европейского союза.           |            | |          |                 |

### 2012, серия «10 лет наличному обращению евро»
| Изображение | Страна     | Краткое описание | Тираж    | Дата выпуска    |
| --- | ---------- | ---------------- | -------- | --------------- |
| €2 — Австрия, 2012 | Австрия    |                  | 11,3 млн | 2 января 2012   |
| | Бельгия    |                  | 5 млн    | 30 января 2012  |
| | Германия   |                  | 30 млн   | 2 января 2012   |
| | Греция     |                  | 1 млн    | 2 января 2012   |
| | Испания    |                  | 8 млн    | 2 января 2012   |
| | Ирландия   |                  | 3 млн    | 3 января 2012   |
| | Италия     |                  | 15 млн   | 21 марта 2012   |
| | Кипр       |                  | 1 млн    | 13 февраля 2012 |
| | Люксембург |                  | 525 тыс. | 9 февраля 2012  |
| | Мальта     |                  | 700 тыс. | 31 марта 2012   |
| | Нидерланды |                  | 5,5 млн  | 10 февраля 2012 |
| | Португалия |                  | 520 тыс. | 24 февраля 2012 |
| | Сан-Марино |                  | 1 млн    | 2 января 2012   |
| | Словакия   |                  | 1 млн    | 2 января 2012   |
| | Словения   |                  | 1 млн    | 3 января 2012   |
| | Финляндия  |                  | 1,5 млн  | 2 января 2012   |
| €2 — Франция, 2012 | Франция    |                  | 10 млн   | 7 января 2012   |
| | Эстония    |                  | 2 млн    | 2 января 2012   |
| Описание: В центре монеты — земной шар с наложенным на него знаком евро, по кругу изображены семья из четырёх человек, корабль, символизирующий торговлю, завод (промышленность), ветряные мельницы (энергетика). Над земным шаром полукругом расположено название страны-эмитента. Под земным шаром — даты: «2002» и «2012». На внешнем кольце — 12 звёзд Европейского союза. |            |                  |          |                 |

### 2013
| Изображение | Страна     | Краткое описание                                                                                        | Тираж      | Дата выпуска     |
| --- | ---------- | --- | ---------- | ---------------- |
| €2 — Франция 2013 | Франция    | 50 лет франко-германской дружбы                                                                         | 10,020 млн | 22 января 2013   |
| Описание: На монете изображены два портрета генерала Шарля де Голля и Конрада Аденауэра. Под портретами изображены личные автографы. Между портретами надпись «50 ANS JAHRE 2013» (50 лет 2013 — на французском и немецком языках). Сверху надпись на французском «TRAITÉ DE L’ÉLYSÉE», снизу на немецком «ÉLYSÉE-VERTRAG» (Елисейский договор). В правом нижнем углу буквы «RF» (Французская Республика). По внешнему кольцу — 12 звёзд Европейского союза. |            | |            |                  |
| |            | |            |                  |
| €2 — ФРГ 2013 | Германия   | 50 лет франко-германской дружбы                                                                         | 11 млн     | 22 января 2013   |
| Описание: На монете изображены два портрета генерала Шарля де Голля и Конрада Аденауэра. Под портретами изображены личные автографы. Между портретами надпись «50 ANS JAHRE 2013» (50 лет 2013 — на французском и немецком языках). Сверху надпись на французском «TRAITÉ DE L’ÉLYSÉE», снизу на немецком «ÉLYSÉE-VERTRAG» (Елисейский договор). В правом нижнем углу буква D (Германия) и отметка монетного двора. По внешнему кольцу — 12 звёзд Европейского союза. |            | |            |                  |
| |            | |            |                  |
| €2 — Германия 2013 | Германия   | Восьмая монета серии «Федеральные земли Германии» — Монастырь Маульбронн                                | 30 млн     | 1 февраля 2013   |
| Описание: В центре монеты изображен монастырь Маульбронн с восточной стороны; слева, на переднем плане — изображение фонтана. Под фонтаном — инициалы художника «ER». Сверху монеты — год «2013»; снизу — надпись «BADEN-WÜRTTEMBERG» (Баден-Вюртемберг) и буква «D», обозначающая страну (Германия); справа — буквенное обозначение монетного двора. По кругу внешнего кольца — 12 звёзд Европейского союза. |            | |            |                  |
| |            | |            |                  |
| €2 — Словения 2013 | Словения   | 800 лет со дня открытия пещеры Постойнска-Яма                                                           | 1 млн      | 4 февраля 2013   |
| Описание: В центре монеты изображено стилизованное изображение пещеры Постойна в виде спирали. По кругу внутреннего диска написано «POSTOJNSKA JAMA • 1213—2013 • SLOVENIJA» («ПОСТОЙНСКА-ЯМА • 1213—2013 • СЛОВЕНИЯ»). По кругу внешнего кольца — 12 звёзд Европейского союза. |            | |            |                  |
| |            | |            |                  |
| €2 — Нидерланды 2013 | Нидерланды | Объявление королевы Беатрикс о передаче трона наследному принцу Виллему-Александру                      | 20 млн     | 6 февраля 2013   |
| Описание: В центре монеты изображены портреты в профиль: на переднем плане — королевы Беатрикс; на заднем плане — принца Оранского. Под портретами написана дата «28 januari», ниже год «2013». По кругу внутреннего диска надпись «WILLEM-ALEXANDER PRINS VAN ORANJE — BEATRIX KONINGIN DER NEDERLANDEN», разделённая короной. По внешнему кольцу — 12 звёзд Европейского союза. |            | |            |                  |
| |            | |            |                  |
| €2 — Испания 2013 | Испания    | 4-я монета серии «Памятники культурного и природного Всемирного наследия ЮНЕСКО»: Монастырь в Эскориале | 8 млн      | 1 марта 2013     |
| Описание: На монете изображён монастырь Эскориал — дворец и резиденция короля Испании Филиппа II. Сверху написано название государства «ESPAÑA» на испанском. Ниже, справа — год «2013» и знак Королевского монетного двора Испании. По внешнему кольцу — 12 звёзд Европейского союза. |            | |            |                  |
| |            | |            |                  |
| €2 — Италия 2013 | Италия     | 200 лет со дня рождения Джузеппе Верди                                                                  | 10 млн     | 20 мая 2013      |
| Описание: Портрет Дж. Верди. Слева от бюста обозначены государство-эмитент (аббревиатура «RI») и год рождения композитора «1813», справа — знак монетного двора (буква «R») и год эмиссии монеты «2013». Снизу выгравировано имя композитора «G. VERDI». По внешнему кольцу — 12 звёзд Европейского союза. |            | |            |                  |
| |            | |            |                  |
| €2 — Ватикан 2013 | Ватикан    | Sede Vacante                                                                                            | 119 тыс.   | 3 июня 2013      |
| Описание: Герб камерленго Тарчизио Бертоне. Текст по кругу: «CITTA DEL VATICANO SEDE VACANTE MMXIII». По внешнему кольцу — 12 звёзд Европейского союза. |            | |            |                  |
| |            | |            |                  |
| €2 — Франция 2013 | Франция    | 150 лет со дня рождения Пьера де Кубертена                                                              | 1 млн      | 3 июня 2013      |
| Описание: Портрет Кубертена на фоне стилизованных олимпийских колец, в которых выгравированы человеческие фигуры, символизирующие различные олимпийские виды спорта. Также в одном из колец расположены аббревиатура «RF» (République française) и год выпуска «2013». Надпись по окружности: «PIERRE DE COUBERTIN». По внешнему кольцу — 12 звёзд Европейского союза. |            | |            |                  |
| |            | |            |                  |
| | Монако     | 20 лет со дня вступления Монако в ООН                                                                   | 1 249 131  | 17 июня 2013     |
| Описание: Во внутренней части национальной стороны монеты изображён голубь с оливковой ветвью, ниже — стилизованные контуры континентов земного шара. Сверху полукругом указано название государства-эмитента «MONACO». Текст снизу: «1993 ADMISSION À L’ONU 2013». Кроме того, слева и справа от надписи имеются знаки Парижского монетного двора и начальника гравёрной мастерской монетного двора. По внешнему кольцу — 12 звёзд Европейского союза. |            | |            |                  |
| |            | |            |                  |
| | Португалия | 250 лет церкви Клеригуш                                                                                 | 525 тыс.   | 20 июня 2013     |
| Описание: Фасад колокольни церкви Клеригуш. Справа — вид на город со стороны реки, ниже выгравирован герб Португалии, по ним название государства: «PORTUGAL». Сверху полукругом текст: «250 ANOS TORRE DOS CLÉRIGOS — 2013» («250 ЛЕТ БАШНЕ КЛЕРИГУШ — 2013»). По внешнему кольцу — 12 звёзд Европейского союза. |            | |            |                  |
| |            | |            |                  |
| | Мальта     | Собственное правительство 1921 года                                                                     | 542,5 тыс. | 24 июня 2013     |
| Описание: Контуры Республики Мальты, на заднем плане которой стоит людская толпа представляющая население острова. Текст сверху: «MALTA — Self-government 1921». Внизу указан год эмиссии «2013». По внешнему кольцу — 12 звёзд Европейского союза. |            | |            |                  |
| |            | |            |                  |
| | Словакия   | 1150 лет с прибытия византийской миссией Кирилла и Мефодия в Великую Моравию                            | 1 млн      | 5 июля 2013      |
| Описание: Братья Кирилл (Константин) и Мефодий, между которыми расположен патриарший крест на трёх холмах. В руках Константина — книга, у Мефодия крест и церковь. По верхнему краю внутренней части выгравированы имена святых: «KONŠTANTÍN» и «METOD». Внизу указано название государства-эмитента «SLOVENSKO» и годы «863 • 2013». По внешнему кольцу — 12 звёзд Европейского союза. |            | |            |                  |
| |            | |            |                  |
| | Италия     | 700 лет со дня рождения Джованни Боккаччо                                                               | 10 млн     | 25 июля 2013     |
| Описание: Портрет Дж. Боккаччо, основанный на фреске Андреа дель Кастаньо из виллы Кардуччи. Снизу имеется имя «BOCCACCIO» и года «1313 2013». Справа — знак монетного двора (буква «R»), обозначение государства-эмитента («RI») и монограмма художника, работавшего над дизайном монеты — Roberto Mauri (литера «m»). По внешнему кольцу — 12 звёзд Европейского союза. |            | |            |                  |
| |            | |            |                  |
| €2 — Финляндия 2013 | Финляндия  | 150 лет Сейму 1863 года                                                                                 | 1 млн      | 4 сентября 2013  |
| Описание: Стилизованное изображение памятной даты «1863». Цифра «6» выполнена в виде ростка. По окружности указано название страны-эмитента на 2-х государственных языках Финляндии: (финском и шведском): «SUOMI FINLAND». Также имеется знак монетного двора и год чеканки «2013». По внешнему кольцу — 12 звёзд Европейского союза. |            | |            |                  |
| |            | |            |                  |
| | Сан-Марино | 500 лет со смерти художника Пинтуриккьо                                                                 | 110 тыс.   | 13 сентября 2013 |
| Описание: На внутреннем диске изображён фрагмент картины Пинтуриккьо «Христос среди учителей». Сверху выгравировано имя живописца «Pinturicchio», а также указаны годы «1513» и «2013» в две строки. Слева имеется знак Итальянского монетного двора (буква «R»). Снизу указано имя дизайнера «MOMONI» и название государства-эмитента «SAN MARINO». По внешнему кольцу — 12 звёзд Европейского союза. |            | |            |                  |
| |            | |            |                  |
| | Бельгия    | 100 лет Королевскому метеорологическому институту Бельгии                                               | 2,02 млн   | 18 сентября 2013 |
| Описание: Дизайн новой монеты полностью отражает её тему. Внутренняя часть лицевой стороны разделена на несколько секторов, в которых изображены изобары, капли дождя и снежинки. Всю правое часть заполняет Солнце. В центре расположено юбилейное число «100». При этом в первом его ноле размещены аббревиатуры «KMI» и «IRM» (расшифровываются как «Королевский метеорологический институт», соответственно на голландском и французском языках), а второй ноль, представляет собой солнечный диск. Сверху, в солнечных лучах, указан год эмиссии монеты «2013». Под цифрой «1» расположены знак директора монетного двора Бернарда Гилларда (кошка) и знак Королевского монетного двора Бельгии (голова ангела Михаила). По внешнему кольцу — 12 звёзд Европейского союза. |            | |            |                  |
| |            | |            |                  |
| | Греция     | 2400 лет с основания Платоновской Академии                                                              | 754 тыс.   | 1 октября 2013   |
| Описание: На национальной стороне монеты изображён профильный портрет великого мыслителя. Текст слева полукругом в две строки: «2 400 ΡΌΝΙΑ ΑΠΌ ΤΗΝ ΊΔΡΥΣΗ ΤΗς ΑΚΑΔΗΜΊΑς ΠΛΆΤΩΝΟς» («2400 ЛЕТ С ОСНОВАНИЯ ПЛАТОНОВСКОЙ АКАДЕМИИ») и «ΕΛΛΗΝΙΚΉ ΔΗΜΟΚΡΑΤΊΑ» («ГРЕЧЕСКАЯ РЕСПУБЛИКА»). Справа имеется знак монетного двора, под которым указан год эмиссии «2013». По внешнему кольцу — 12 звёзд Европейского союза. |            | |            |                  |
| |            | |            |                  |
| | Греция     | 100-летие воссоединения Крита с Грецией                                                                 | 754 тыс.   | 1 октября 2013   |
| Описание: На аверсе этой монеты изображены критские повстанцы, возвышающие греческий флаг, символическое представление борьбы Крита ради союза с Грецией. Текст снизу полукругом: «100 ΧΡΌΝΙΑ ΑΠΌ ΤΗΝ ΈΝΩΣΗ ΤΗς ΚΡΉΤΗς ΜΕ ΤΗΝ ΕΛΛΆΔΑ» («100-ЛЕТИЕ ОБЪЕДИНЕНИЯ КРИТА С ГРЕЦИЕЙ»). Сверху выгравировано название государства-эмитента «ΕΛΛΗΝΙΚΉ ΔΗΜΟΚΡΑΤΊΑ» («ГРЕЧЕСКАЯ РЕСПУБЛИКА»), справа — имеется знак монетного двора, под которым обозначены годы «1913—2013». По внешнему кольцу — 12 звёзд Европейского союза. |            | |            |                  |
| |            | |            |                  |
| €2 — Ватикан 2013 | Ватикан    | XXVIII Всемирный день молодёжи в Рио-де-Жанейро                                                         | 94 тыс.    | 15 октября 2013  |
| Описание: По внешнему кольцу — 12 звёзд Европейского союза. |            | |            |                  |
| |            | |            |                  |
| €2 — Финляндия 2013 | Финляндия  | 125 лет со дня рождения Франса Эмиля Силланпяя                                                          | 1,5 млн    | 4 ноября 2013    |
| Описание: В центральной части аверса представлен портрет писателя, по бокам от которого горизонтально расположены годы «1888» и «1964». Справа вертикально указан год эмиссии «2013». Слева снизу имеется логотип Финского монетного двора, справа — обозначение «FI» (Finland). По внешнему кольцу — 12 звёзд Европейского союза. |            | |            |                  |
| |            | |            |                  |
| | Люксембург | Гимн Люксембурга                                                                                        | 729,5 тыс. | 7 ноября 2013    |
| Описание: На национальной стороне традиционно изображён профильный портрет Великого Герцога Анри (справа) и строки самого гимна (слева). Сверху выгравировано название стиха, ставшего национальным гимном герцогства «Ons Hémécht». Внизу указано название государства-эмитента «LËTZEBUERG», а также год эмиссии «2013», расположенный между знаком Директора Королевского монетного двора в Утрехте Maarten Brouwer (парусник, слева) и знаком самого монетного двора Нидерландов (посох Меркурия, справа). По внешнему кольцу — 12 звёзд Европейского союза. |            | |            |                  |
| |            | |            |                  |
| | Нидерланды | 200-летие Королевства Нидерландов                                                                       | 3,5 млн    | 25 ноября 2013   |
| Описание: В центральной части аверса изображены сплетённые из непрерывной ленты стилизованные профильные изображения всех королей и королев Нидерландов, от Виллема I до Виллема-Александра, помещённые друг в друга. По внешнему краю внутреннего диска надпись «WILLEM-ALEXANDER KONING DER NEDERLANDEN», под которой — «200 JAHR KONINKRIJK». В нижней части указан год «2013» и знаки монетного двора и его директора. По внешнему кольцу — 12 звёзд Европейского союза. |            | |            |                  |

### 2014
| Изображение | Страна     | Краткое описание | Тираж      | Дата выпуска     |
| --- | ---------- | --- | ---------- | ---------------- |
| | Люксембург | 175 лет независимости Люксембурга                                                                                                | 519,5 тыс. | 6 января 2014    |
| Описание: Внутренний диск национальной стороны монеты разделён на три части. В правой части изображён профильный портрет Великого Герцога Анри. Слева в три строки вертикально указаны годы «1839» и «2014», а также название государства-эмитента «LËTZEBUERG». Надписи в нижнем секторе: «ONOFHÄNGEGKEET» и «175 Joër» в две строки. По кругу внешнего кольца расположены 12 звёзд Европейского союза. |            | |            |                  |
| |            | |            |                  |
| | Германия   | Девятая монета серии «Федеральные земли Германии» — Нижняя Саксония                                                              | 30 824 300 | 7 февраля 2014   |
| Описание: Единственным изображением национальной стороны монеты является образ церкви святого Михаила в Хильдесхайме. Сверху указан год эмиссии «2014», справа выгравированы инициалы художника Erich Ott — склеенные буквы «OE». Слева — знак одного из монетных дворов Германии. Под изображением имеется название федеральной земли — «NIEDERSACHSEN» («НИЖНЯЯ САКСОНИЯ»), ниже — литера «D», обозначающая государство-эмитент (Германия). По внешнему кольцу расположены 12 звёзд Европейского союза. |            | |            |                  |
| |            | |            |                  |
| | Испания    | 5-я монета серии «Памятники культурного и природного Всемирного наследия ЮНЕСКО»: Работы Антонио Гауди                           | 8,094 млн  | 7 февраля 2014   |
| Описание: Во внутренней части монеты изображён купол одного из павильонов, расположенных у входа в парк. На переднем плане — мозаичная саламандра, являющаяся символом парка. Слева полукругом выгравировано название государства-эмитента «ESPAÑA», а также указан год выпуска монеты «2014». Текст справа: «PARK GÜELL — GAUDÍ». Кроме того имеется знак Королевского монетного двора Испании. По внешнему кольцу расположены 12 звёзд Европейского союза. |            | |            |                  |
| |            | |            |                  |
| | Италия     | 200-летие со дня создания карабинеров                                                                                            | 6,525 млн  | 25 марта 2014    |
| Описание: На внутренней части изображена скульптура «Pattuglia di Carabinieri nella tormenta» Антонио Берти, представляющая двух карабинеров идущих в метель. Надпись внизу по краю диска: «CARABINIERI». Слева указан год «1814», справа — «2014». Также справа имеется обозначение государства-эмитента (аббревиатура «RI») и знак художника (аббревиатура «LDS»). Сверху стоит знак монетного двора (литера «R»). По кругу внешнего кольца расположены 12 звёзд Европейского союза. |            | |            |                  |
| |            | |            |                  |
| | Словакия   | 10 лет со дня вхождения Словакии в ЕС                                                                                            | 1 млн      | 1 апреля 2014    |
| Описание: На внутреннем диске национальной стороны расположена стилизованная аббревиатура «EÚ» (от Európska únia — Европейский союз). На вторую букву наложен герб Словацкой Республики. Текст сверху вдоль края диска: «10. VÝROČIE VSTUPU DO EURÓPSKEJ UNIE». Внизу по краю указано название государства-эмитента «SLOVENSKO». Надписи разделены знаками монетного двора и художника. Справа от изображения указана дата вступления Словацкой Республики в Евросоюз, «1.5.2004» в две строки, ниже — год эмиссии «2014». По кругу внешнего кольца расположены 12 звёзд Европейского союза. По внешнему кольцу расположены 12 звёзд Европейского союза. |            | |            |                  |
| |            | |            |                  |
| | Португалия | 40 лет Революции гвоздик | 525 тыс.   | 23 апреля 2014   |
| Описание: На внутреннем диске монеты изображены две кривые, представляющие стилизованную чашечку гвоздики, — цветка символизирующего революцию 25 апреля 1974 года. В верхней части указано название государства-эмитента «PORTUGAL», под ним — герб страны. В центре указана дата события «25 de ABRIL» («25 апреля»), текст в нижней части: «40 ANOS» («40 лет»), под ним год выпуска монеты «2014». По внешнему кольцу расположены 12 звёзд Европейского союза. |            | |            |                  |
| |            | |            |                  |
| | Бельгия    | 100-летняя годовщина со дня начала Первой мировой войны                                                                          | 1,75 млн   | 12 мая 2014      |
| Описание: В центре внутреннего диска изображён мак — символ памяти жертв Первой мировой войны, под которым — указаны годы «2014-18». Надпись ниже: «The Great War Centenary» («Столетие Первой мировой войны»). В самом низу расположены знаки генерального директора монетного двора (Bernard Gillard, кошка) и монетного двора (голова ангела Михаила). Сверху справа вдоль края диска указано название государства на трёх официальных языках — нидерландском, французском и немецком: «BELGIE-BELGIQUE-BELGIEN». По внешнему кольцу расположены 12 звёзд Европейского союза. |            | |            |                  |
| |            | |            |                  |
| | Нидерланды | Король Виллем-Александр и принцесса Беатрикс                                                                                     | 5,291 млн  | 22 мая 2014      |
| Описание: |            | |            |                  |
| |            | |            |                  |
| | Мальта     | 50-летие со дня принятия независимости от Британии в 1964 году                                                                   | 432,5 тыс. | 3 июня 2014      |
| Описание: |            | |            |                  |
| |            | |            |                  |
| €2 — Франция 2014 | Франция    | 70-летняя годовщина высадки союзников в Нормандии                                                                                | 3,02 млн   | 11 июня 2014     |
| Описание: На внутреннем диске национальной стороны монеты представляет собой сложную комбинацию различных символов. Так, в названии темы монеты «DDay» запечатлена закруглённость гусеницы танка (в литере «D») и нос штурмового корабля (литера «y»). Линия сверху представляет собой ствол танка, над которым запечатлены годы «1944—2014». Слева имеется аббревиатура «RF», обозначающая государство-эмитент. Текст ниже: «70e anniversaire du Débarquement» («70 лет высадке»). В нижней половине монеты изображён стилизованный морской берег Нормандии со следами сапог войск союзников, смываемых волной. На волнах наложены в три строки слова первого куплета «Осенней песни» Поля Верлена. По внешнему кольцу расположены 12 звёзд Европейского союза. |            | |            |                  |
| |            | |            |                  |
| | Финляндия  | 100-летия со дня рождения Туве Янссон                                                                                            | 1,5 млн    | 16 июня 2014     |
| Описание: |            | |            |                  |
| |            | |            |                  |
| | Италия     | 450 лет со дня рождения Галилео Галилея                                                                                          | 6,5 млн    | 17 июня 2014     |
| Описание: |            | |            |                  |
| |            | |            |                  |
| | Сан-Марино | 500-летняя годовщина со дня смерти Донато Браманте, основоположника и крупнейшего представителя архитектуры Высокого Возрождения | 114 тыс.   | 23 июня 2014     |
| Описание: |            | |            |                  |
| |            | |            |                  |
| | Мальта     | 200-летия Мальтийской полиции | 300 тыс.   | 16 июля 2014     |
| Описание: |            | |            |                  |
| |            | |            |                  |
| | Латвия     | Культурная столица Европы — Рига                                                                                                 | 1,005 млн  | 12 августа 2014  |
| Описание: Во внутренней части монеты представлен исторический центр города — Старая Рига. На панорамой возвышаются (слева направо): церковь Св. Иоанна, собор Св. Иакова, башня Рижского замка, башня церкви Св. Петра и Рижский Домский собор. На переднем плане стена и укрепления Рижского замка. Текст в верхней части полукругом: «EIROPAS KULTŪRAS GALVASPILSĒTA» («КУЛЬТУРНАЯ СТОЛИЦА ЕВРОПЫ»), внизу — название города и год эмиссии «RĪGA — 2014», ещё ниже — обозначение государства-эмитента «LV». По кругу внешнего кольца расположены 12 звёзд Европейского союза. |            | |            |                  |
| |            | |            |                  |
| | Бельгия    | 150 лет Бельгийскому красному кресту                                                                                             | 287,5 тыс. | 18 сентября 2014 |
| Описание: |            | |            |                  |
| |            | |            |                  |
| | Греция     | 400-летняя годовщина со дня смерти Эль Греко, испанского художника, уроженца Крита                                               | 754 тыс.   | 24 сентября 2014 |
| Описание: |            | |            |                  |
| |            | |            |                  |
| | Греция     | 150 лет союзу Ионических островов и Греции                                                                                       | 754 тыс.   | 24 сентября 2014 |
| Описание: |            | |            |                  |
| |            | |            |                  |
| | Сан-Марино | 90 лет со дня смерти композитора Джакомо Пуччини                                                                                 | 100 тыс.   | 29 сентября 2014 |
| Описание: |            | |            |                  |
| |            | |            |                  |
| | Ватикан    | 25-летие со дня падения Берлинской стены                                                                                         | 103 тыс.   | 14 октября 2014  |
| Описание: |            | |            |                  |
| |            | |            |                  |
| | Португалия | Международный год семейных фермерских хозяйств                                                                                   | 520 тыс.   | 31 октября 2014  |
| Описание: |            | |            |                  |
| |            | |            |                  |
| | Люксембург | 50-летний юбилей вступления на престол Великого герцога Жана                                                                     | 510 тыс.   | 6 ноября 2014    |
| Описание: |            | |            |                  |
| |            | |            |                  |
| | Финляндия  | 100 лет со дня рождения Илмари Тапиоваара                                                                                        | 1 млн      | 10 ноября 2014   |
| Описание: Внутренний диск памятной монеты представляет матовое поле, в левой части которого имеется круговая надпись «ILMARI TAPIOVAARA 1914—1999». Справа — изображение двух соединённых деревянных брусков — характерная черта конструкций Тапиоваара. Также указан год выпуска монеты «2014», ниже — обозначение государства эмитента «FI» и знак монетного двора (финский геральдический лев). По кругу внешнего кольца расположены 12 звёзд Евросоюза. |            | |            |                  |
| |            | |            |                  |
| | Словения   | 600-летие со дня коронации Барбары Цилли                                                                                         | 1 млн      | 17 ноября 2014   |
| Описание: |            | |            |                  |
| |            | |            |                  |
| | Франция    | Всемирный день борьбы со СПИДом                                                                                                  | 3 млн      | 24 ноября 2014   |
| Описание: |            | |            |                  |
| |            | |            |                  |
| | Испания    | Передача Хуаном Карлосом I трона Филиппу VI                                                                                      | 12 млн     | 10 декабря 2014  |
| Описание: На внутренней части монеты изображены портреты королей Филиппа VI и Хуана Карлоса I. Под ними название страны и год выпуска: «ESPAÑA — 2014». Справа расположен знак Королевского монетного двора Испании. По кругу внешнего кольца расположены 12 звёзд Европейского союза. |            | |            |                  |
| |            | |            |                  |
| | Андорра    | 20 лет в составе Совета Европы                                                                                                   | 105 тыс.   | 29 февраля 2016  |
| Описание: |            | |            |                  |

### 2015
| Изображение | Страна     | Краткое Описание | Тираж    | Дата выпуска     |
| ----------- | ---------- | --- | -------- | ---------------- |
|             | Германия   | 10-я монета серии «Федеральные земли Германии»: Гессен (Церковь Святого Павла во Франкфурт-на-Майне)                         | 30 млн   | 30 января 2015   |
|             | Германия   | 25-летие объединения Германии                                                                                                | 30 млн   | 30 января 2015   |
|             | Франция    | 70 лет мира в Европе | 4 млн    | 30 января 2015   |
|             | Испания    | 6-я монета серии «Памятники культурного и природного Всемирного наследия ЮНЕСКО»: Палеолитическое искусство Северной Испании | 8 млн    | 2 февраля 2015   |
|             | Латвия     | Председательство Латвии в Совете ЕС                                                                                          | 1 млн    | 10 февраля 2015  |
|             | Финляндия  | Ян Сибелиус | 989 тыс. | 18 февраля 2015  |
|             | Сан-Марино | 750 лет со дня рождения Данте Алигьери                                                                                       | 100 тыс. | 8 апреля 2015    |
|             | Португалия | 150 лет Португальскому Красному Кресту                                                                                       | 500 тыс. | 15 апреля 2015   |
|             | Италия     | Expo 2015 в Милане | 3,5 млн  | 27 апреля 2015   |
|             | Мальта     | 100-летие первого авиаполёта с Мальты                                                                                        | 300 тыс. | 25 мая 2015      |
|             | Люксембург | 15-летие вступления на престол Великого Герцога Анри                                                                         | 500 тыс. | 11 июня 2015     |
|             | Мальта     | 5-я монета серии «Конституционная история»: Республика 1974 года                                                             | 400 тыс. | 23 июня 2015     |
|             | Италия     | 750 лет со дня рождения Данте Алигьери                                                                                       | 3,5 млн  | 26 июня 2015     |
|             | Португалия | 500-летие открытия Португальского Тимора                                                                                     | 500 тыс. | 15 июля 2015     |
|             | Франция    | 225-летие Фестиваля Федерации                                                                                                | 4 млн    | 24 июля 2015     |
|             | Бельгия    | Европейский год развития | 235 тыс. | 17 сентября 2015 |
|             | Сан-Марино | 25-летие объединения Германии                                                                                                | 100 тыс. | 29 сентября 2015 |
|             | Ватикан    | VIII Всемирная встреча семей в Филадельфии                                                                                   | 122 тыс. | 6 октября 2015   |
|             | Люксембург | 125-летие династии Нассау-Вейльбург                                                                                          | 500 тыс. | 15 октября 2015  |
|             | Финляндия  | 150 лет со дня рождения Аксели Галлен-Каллела                                                                                | 500 тыс. | 22 октября 2015  |
|             | Словакия   | 200 лет со дня рождения общественного деятеля Людовита Штура                                                                 | 1 млн    | 23 октября 2015  |
|             | Словения   | 2000 лет римскому поселению Эмона, стоявшему на месте современной Любляны                                                    | 1 млн    | 9 ноября 2015    |
|             | Монако     | 800-летие строительства первого замка на скале Монако                                                                        | 10 тыс.  | 14 ноября 2015   |
|             | Латвия     | Природа в опасности. Чёрный аист                                                                                             | 1 млн    | 1 декабря 2015   |
|             | Литва      | «Спасибо» | 990 тыс. | 14 декабря 2015  |
|             | Греция     | 75 лет со дня смерти Спиридона Луиса                                                                                         | 750 тыс. | 23 декабря 2015  |
|             | Андорра    | 20-летие вступления Андорры в Совет Европы                                                                                   | 100 тыс. | 29 февраля 2016  |

### 2015, серия «30 лет флагу Европы»
| Изображение | Страна     | Краткое описание                                                                                      | Тираж      | Дата выпуска     |
| --- | ---------- | --- | ---------- | ---------------- |
| | Австрия    | Надпись на монете: REPUBLIK ÖSTERREICH; надпись на гурте: «2 EURO»                                    | 2,5 млн    | 30 октября 2015  |
| | Бельгия    | Надпись на монете: BELGIE-BELGIQUE-BELGIEN                                                            | 412,5 тыс. | 18 ноября 2015   |
| | Германия   | Надпись на монете: BUNDESREPUBLIK DEUTSCHLAND; надпись на гурте «EINIGKEIT UND RECHT UND FREIHEIT»    | 30,14 млн  | 5 ноября 2015    |
| | Греция     | Надпись на монете: ΕΛΛΗΝΙΚΗ ΔΗΜΟΚΡΑΤΙΑ; надпись на гурте: «* ΕΛΛΗΝΙΚΗ ΔΗΜΟΚΡΑΤΙΑ» (Hellenic Republic) | 750 тыс.   | 23 декабря 2015  |
| | Испания    | Надпись на монете: ESPANA                                                                             | 4 млн      | 1 декабря 2015   |
| | Ирландия   | Надпись на монете: ÉIRE                                                                               | 1 млн      | 16 октября 2015  |
| | Италия     | Надпись на монете: REPUBLICA ITALIANA                                                                 | 1,005 млн  | 9 ноября 2015    |
| | Кипр       | Надпись на монете: ΚΥΠΡΟΣ KIBRIS                                                                      | 350 тыс.   | 30 ноября 2015   |
| | Латвия     | Надпись на монете: LATVIJA; надпись на гурте: «DIEVS*SVĒTĪ*LATVIJU» (GOD BLESS LATVIA)                | 1,01 млн   | 3 ноября 2015    |
| | Литва      | Надпись на монете: LIETUVA; надпись на гурте «LAISVĖ*VIENYBĖ*GEROVĖ» (FREEDOM, UNITY, WELL-BEING)     | 750 тыс.   | 17 ноября 2015   |
| | Люксембург | Надпись на монете: LETZEBUERG; на флаг ЕС добавлен скрытый портрет великого герцога Люксембурга       | 507,5 тыс. | 3 декабря 2015   |
| | Мальта     | Надпись на монете: MALTA                                                                              | 300 тыс.   | 18 декабря 2015  |
| | Нидерланды | Надпись на монете: NEDERLAND; надпись на гурте «GOD * ZIJ * MET * ONS *»                              | 1 млн      | 13 октября 2015  |
| | Португалия | Надпись на монете: PORTUGAL                                                                           | 520 тыс.   | 30 ноября 2015   |
| | Словакия   | Надпись на монете: SLOVENSKO                                                                          | 1 млн      | 24 сентября 2015 |
| | Словения   | Надпись на монете: SLOVENIJA                                                                          | 1 млн      | 7 декабря 2015   |
| | Финляндия  | Надпись на монете: SUOMI FINLAND                                                                      | 500 тыс.   | 6 августа 2015   |
| | Франция    | Надпись на монете: RÉPUBLIQUE FRANÇAISE                                                               | 4,02 млн   | 16 ноября 2015   |
| | Эстония    | Надпись на монете: EESTI                                                                              | 350 тыс.   | 10 декабря 2015  |
| Описание: В центре монеты — земной шар с наложенным на него флагом Европы, окружённый с 3 сторон символическими изображениями 12 человек с распростёртыми руками. Над земным шаром полукругом расположено название страны-эмитента. Слева от земного шара — даты: «1985—2015». На внешнем кольце — 12 звёзд Европейского союза. |            | |            |                  |

### 2016
| Изображение | Страна     | Краткое описание | Тираж                                                                               | Дата выпуска     |
| ----------- | ---------- | --- | ----------------------------------------------------------------------------------- | ---------------- |
|             | Эстония    | 100 лет со дня рождения Пауля Кереса                                                                                          | 500 тыс.                                                                            | 7 января 2016    |
|             | Австрия    | 200-летие Австрийского национального банка                                                                                    | 16 млн                                                                              | 18 января 2016   |
|             | Ирландия   | 100-летие Пасхального восстания                                                                                               | 4,5 млн                                                                             | 1 февраля 2016   |
|             | Испания    | 7-я монета серии «Памятники культурного и природного Всемирного наследия ЮНЕСКО»: Старинный город Сеговия с римским акведуком | 8 млн                                                                               | 1 февраля 2016   |
|             | Франция    | Чемпионат Европы по футболу 2016 во Франции                                                                                   | 10 млн                                                                              | 5 февраля 2016   |
|             | Германия   | 11-я монета серии «Федеральные земли Германии»: Саксония (Дворец Цвингер, Дрезден)                                            | 30 млн                                                                              | 5 февраля 2016   |
|             | Словакия   | Председательство Словакии в Совете Европейского союза                                                                         | 1 млн                                                                               | 7 марта 2016     |
|             | Бельгия    | Летние Олимпийские игры 2016 в Рио-де-Жанейро                                                                                 | 325 тыс.                                                                            | 24 марта 2016    |
|             | Сан-Марино | Донателло. 550-летие со дня смерти.                                                                                           | 85 тыс.                                                                             | 5 апреля 2016    |
|             | Финляндия  | 90 лет со дня смерти писателя Эйно Лейно                                                                                      | 1 млн                                                                               | 25 апреля 2016   |
|             | Италия     | 550 лет со дня смерти Донателло                                                                                               | 1,5 млн                                                                             | 29 апреля 2016   |
|             | Португалия | Участие сборной Португалии летних Олимпийских играх 2016 в Рио-де-Жанейро                                                     | 650 тыс.                                                                            | 3 мая 2016       |
|             | Литва      | Балтийская культура | 990 тыс.                                                                            | 3 мая 2016       |
|             | Люксембург | 50 лет мосту Великой княгини Шарлотты                                                                                         | 500 тыс.                                                                            | 12 мая 2016      |
|             | Бельгия    | Международный день пропавших детей                                                                                            | 1,02 млн                                                                            | 25 мая 2016      |
|             | Италия     | 2200 лет со дня смерти Тита Макция Плавта                                                                                     | 1,5 млн                                                                             | 16 мая 2016      |
|             | Монако     | 150-летие со дня основания Монте-Карло Карлом III                                                                             | 15 тыс.                                                                             | 1 июня 2016      |
|             | Ватикан    | 200 лет папской жандармерии                                                                                                   | 90 тыс. (80 тыс. BU и 10 тыс. Proof)                                                | 2 июня 2016      |
|             | Словения   | 25 лет независимости | 1 млн                                                                               | 20 июня 2016     |
|             | Латвия     | Корова | 1 млн                                                                               | 19 июля 2016     |
|             | Португалия | Мост имени 25 апреля | 500 тыс.                                                                            | 19 июля 2016     |
|             | Мальта     | 1-я монета серии из 7 монет с изображением мальтийских доисторических комплексов: Джгантия                                    | 350 тыс. (UNC) 30 тыс. (UNC, coincard) — со знаком мон.двора 30 тыс. (BU, в наборе) | 22 августа 2016  |
|             | Франция    | 100 лет со дня рождения и 20 лет со дня смерти Франсуа Миттерана                                                              | 10 млн (UNC) 10 тыс. (BU) 10 тыс. (Proof)                                           | 12 сентября 2016 |
|             | Сан-Марино | 400 лет со дня смерти Уильяма Шекспира                                                                                        | 80 тыс.                                                                             | 22 сентября 2016 |
|             | Ватикан    | Святой год милосердия | 105 тыс.                                                                            | 13 октября 2016  |
|             | Финляндия  | 100 лет со дня рождения философа Георга Хенрика фон Вригта                                                                    | 1 млн                                                                               | 17 октября 2016  |
|             | Латвия     | «Историческая область» — Видземе (1-я монета серии из 4 монет)                                                                | 1 млн (UNC) 10 тыс. (BU)                                                            | 15 ноября 2016   |
|             | Мальта     | 1-я монета серии из 5 монет: Солидарность через любовь                                                                        | 380 тыс.                                                                            | 5 декабря 2016   |
|             | Греция     | 150-летие холокоста монастыря Аркади                                                                                          | 750 тыс.                                                                            | 16 декабря 2016  |
|             | Греция     | 120 лет со дня рождения Димитриса Митропулоса                                                                                 | 750 тыс.                                                                            | 16 декабря 2016  |
|             | Андорра    | 30-летие принятия возраста совершеннолетия в 18 лет                                                                           | 85 тыс.                                                                             | 1 июня 2017      |
|             | Андорра    | 25-летие подписания таможенного соглашения с ЕС                                                                               | 85 тыс.                                                                             | 1 июня 2017      |

### 2017
| Изображение | Страна     | Краткое описание | Тираж      | Дата выпуска     |
| ----------- | ---------- | --- | ---------- | ---------------- |
|             | Люксембург | 50-летие со дня основания армии Люксембурга | 357,5 тыс. | 2 января 2017    |
|             | Словакия   | 550-летие Истрополитанского Университета | 1 млн      | 4 января 2017    |
|             | Словения   | 10-летие обращения евро в Словении | 1 млн      | 2 февраля 2017   |
|             | Германия   | 12-я монета серии «Федеральные земли Германии»: Рейнланд-Пфальц (Порта Нигра, Трир) | 30 млн     | 3 февраля 2017   |
|             | Испания    | 8-я монета серии «Памятники культурного и природного Всемирного наследия ЮНЕСКО»:: Здание католической церкви Санта-Мария-дель-Наранко в Овьедо, памятник архитектуры Королевства Астурия | 4 млн      | 3 февраля 2017   |
|             | Франция    | 100 лет со дня смерти Родена | 10 млн     | 21 февраля 2017  |
|             | Италия     | 400 лет со дня завершения собора Святого Марка в Венеции | 1,5 млн    | 22 марта 2017    |
|             | Сан-Марино | 750 лет со дня рождения Джотто | 70,5 тыс.  | 30 марта 2017    |
|             | Бельгия    | 200-летие Льежского университета | 200 тыс.   | 21 апреля 2017   |
|             | Мальта     | 2-я монета серии из 7 монет с изображением мальтийских доисторических комплексов: Хаджар-Ким                                                                                              | 405 тыс.   | 31 мая 2017      |
|             | Финляндия  | 100-летие независимости | 2,5 млн    | 1 июня 2017      |
|             | Ватикан    | 1950 лет со дня смерти мучеников святых апостолов Петра и Павла | 90 тыс.    | 1 июня 2017      |
|             | Италия     | 2000 лет со дня смерти Тита Ливия | 1,5 млн    | 23 июня 2017     |
|             | Эстония    | Эстония на пути к независимости | 1,5 млн    | 26 июня 2017     |
|             | Греция     | 60 лет со дня смерти Никоса Казандзакиса | 750 тыс.   | 10 июля 2017     |
|             | Португалия | 150 лет со дня основания Полиции общественной безопасности | 520 тыс.   | 13 июля 2017     |
|             | Сан-Марино | Международный год устойчивого туризма | 70,5 тыс.  | 31 августа 2017  |
|             | Литва      | Вильнюс | 1 млн      | 31 августа 2017  |
|             | Франция    | 25 лет борьбы с раком молочной железы | 10 млн     | 21 сентября 2017 |
|             | Бельгия    | 200-летие Гентского университета | 200 тыс.   | 29 сентября 2017 |
|             | Ватикан    | 100 лет со времен видения Девы Марии из Фатимы | 105 тыс.   | 5 октября 2017   |
|             | Греция     | Филиппы | 750 тыс.   | 12 октября 2017  |
|             | Финляндия  | Финская природа | 500 тыс.   | 23 октября 2017  |
|             | Люксембург | 200 лет со дня рождения великого князя Вильгельма III | 308,5 тыс. | 2 января 2017    |
|             | Кипр       | Пафос — культурная столица Европы 2017 | 430 тыс.   | 3 ноября 2017    |
|             | Мальта     | 2-я монета серии из 5 монет: Солидарность через мир | 380 тыс.   | 13 ноября 2017   |
|             | Монако     | 200 лет с момента создания Вооружённых сил Монако | 15 тыс.    | 13 ноября 2017   |
|             | Латвия     | «Историческая область» — Курземе (2-я монета серии из 4 монет) | 507 тыс.   | 14 ноября 2017   |
|             | Латвия     | «Историческая область» — Латгалия (3-я монета серии из 4 монет) | 507 тыс.   | 14 ноября 2017   |
|             | Португалия | 150 лет со дня рождения Раула Брандана | 520 тыс.   | 21 ноября 2017   |
|             | Андорра    | 100 лет гимну Андорры | 85 тыс.    | 8 февраля 2018   |
|             | Андорра    | Андорра — страна в Пиренеях | 85 тыс.    | 8 февраля 2018   |

### 2018
| Изображение | Страна     | Краткое описание | Тираж        | Дата выпуска     |
| ----------- | ---------- | --- | ------------ | ---------------- |
|             | Австрия    | 100-летие со дня основания Австрийской Республики                                                                     | 18100,1 тыс. | 6 декабря 2017   |
|             | Люксембург | 150 лет Конституции Люксембурга                                                                                       | 313,5 тыс.   | 27 декабря 2017  |
|             | Италия     | 70 лет Конституции Италии                                                                                             | 4 млн        | 2 января 2018    |
|             | Словакия   | 25-летие со дня основания Словацкой Республики                                                                        | 1 млн        | 3 января 2018    |
|             | Германия   | 100-летие со дня рождения Гельмута Шмидта                                                                             | 30 млн       | 30 января 2018   |
|             | Германия   | 13-я монета серии «Федеральные земли Германии»: Дворец Шарлоттенбург в Берлине                                        | 30 млн       | 30 января 2018   |
|             | Литва      | 100-летие принятия Акта о независимости Литвы                                                                         | 1 млн        | 31 января 2018   |
|             | Латвия     | 100-летие принятия провозглашения независимости Латвии                                                                | 512 тыс.     | 31 января 2018   |
|             | Эстония    | 100-летие принятия Манифеста всем народам Эстонии                                                                     | 500 тыс.     | 31 января 2018   |
|             | Испания    | 9-я монета серии «Памятники культурного и природного Всемирного наследия ЮНЕСКО»: Старый город Сантьяго-де-Компостела | 500 тыс.     | 1 февраля 2018   |
|             | Испания    | 50-летие короля Испании Филиппа VI                                                                                    | 400 тыс.     | 1 февраля 2018   |
|             | Франция    | Василёк Франции | 10,020 млн   | 19 февраля 2018  |
|             | Эстония    | 100-летие Эстонской Республики                                                                                        | 1 317 800    | 19 февраля 2018  |
|             | Италия     | 60 лет образования Министерства здравоохранения Италии                                                                | 3 015 тыс.   | 5 марта 2018     |
|             | Сан-Марино | 500-летие со дня рождения Тинторетто                                                                                  | 60,5 тыс.    | 5 апреля 2018    |
|             | Андорра    | 25 летие Конституции Андорры                                                                                          | 75 тыс.      | 12 апреля 2018   |
|             | Словения   | Всемирный день пчел                                                                                                   | 1 млн        | 14 мая 2018      |
|             | Португалия | 250 лет со дня основания Национального музея Импренса Каса да Моэда                                                   | 520 тыс.     | 22 мая 2018      |
|             | Финляндия  | Национальный парк Коли                                                                                                | 1 млн        | 28 мая 2018      |
|             | Бельгия    | 50-летие студенческих волнений в Бельгии                                                                              | 257,5 тыс.   | 31 мая 2018      |
|             | Ватикан    | Европейский год культурного наследия                                                                                  | 86 тыс.      | 1 июня 2018      |
|             | Монако     | 500-летие со дня рождения Франсуа Бозио                                                                               | 16 тыс.      | 25 июня 2018     |
|             | Франция    | Симона Вейль | 15 млн       | 26 июня 2018     |
|             | Литва      | Праздник песни и танца                                                                                                | 500 тыс.     | 26 июня 2018     |
|             | Мальта     | 3-я монета серии из 7 монет с изображением мальтийских доисторических комплексов: Мнайдра                             | 335 тыс.     | 18 июля 2018     |
|             | Португалия | 250 лет со дня основания ботанического сада Ажуда                                                                     | 520 тыс.     | 25 июля 2018     |
|             | Люксембург | 175 лет со дня смерти Великого герцога Виллема I                                                                      | 311 тыс.     | 26 августа 2018  |
|             | Бельгия    | 50 лет с момента запуска европейского спутника ESRO 2B                                                                | 257,5 тыс.   | 26 сентября 2018 |
|             | Сан-Марино | 420 лет со дня рождения Джованни Бернини                                                                              | 335 тыс.     | 18 июля 2018     |
|             | Латвия     | «Историческая область» — Земгале (4-я монета серии из 4 монет)                                                        | 507 тыс.     | 26 сентября 2018 |
|             | Ватикан    | 50 лет со дня смерти Св. Пио                                                                                          | 94 тыс.      | 4 октября 2018   |
|             | Финляндия  | Культура финской сауны                                                                                                | 1 млн        | 22 октября 2018  |
|             | Греция     | 75 лет со дня смерти Костиса Паламаса                                                                                 | 750 тыс.     | 25 октября 2018  |
|             | Греция     | 70 лет с момента присоединения архипелага Додеканес к Греции                                                          | 750 тыс.     | 25 октября 2018  |
|             | Мальта     | 3-я монета серии из 5 монет: Детская солидарность                                                                     | 320 тыс.     | 7 ноября 2018    |
|             | Андорра    | 70-летие со дня ратификации Всеобщей декларации прав человека                                                         | 75 тыс.      | 26 ноября 2018   |

### 2019
| Изображение | Страна     | Краткое описание | Тираж                      | Дата выпуска     |
| ----------- | ---------- | --- | -------------------------- | ---------------- |
|             | Люксембург | 100 лет восшествия на престол Великой герцогини Шарлотты                                                                          | 500 тыс.                   | 27 декабря 2018  |
|             | Ирландия   | 100 лет со дня первого заседания Дойл Эрен                                                                                        | 1 млн                      | 21 января 2019   |
|             | Бельгия    | 450 лет со дня смерти Питера Брейгеля                                                                                             | 155 тыс.                   | 24 января 2019   |
|             | Италия     | 500 лет со дня смерти Леонардо да Винчи                                                                                           | 30 млн                     | 25 января 2019   |
|             | Германия   | 70 лет со дня учреждения Федерального Совета                                                                                      | 30 млн                     | 29 января 2019   |
|             | Испания    | 10-я монета серии «Памятники культурного и природного Всемирного наследия ЮНЕСКО»: исторический центр Авилы с крепостными стенами | 1 млн                      | 1 февраля 2019   |
|             | Андорра    | Финал Кубка мира по горнолыжному спорту 2019 года                                                                                 | 60 тыс.                    | 11 марта 2019    |
|             | Сан-Марино | 500 лет со дня смерти Леонардо да Винчи                                                                                           | 53,15 тыс.                 | 4 апреля 2019    |
|             | Словакия   | 100 лет со дня смерти Милана Растислава Штефаника                                                                                 | 1 млн.                     | 25 апреля 2019   |
|             | Ватикан    | 90 лет со дня основания города-государства Ватикан                                                                                | 79 тыс.                    | 7 мая 2019       |
|             | Португалия | 500 лет кругосветному путешествию Магеллана                                                                                       | 770 тыс.                   | 8 мая 2019       |
|             | Бельгия    | 25 лет со дня основания Европейского валютного института                                                                          | 155 тыс.                   | 9 мая 2019       |
|             | Мальта     | 4-я монета серии из 7 монет с изображением мальтийских доисторических комплексов: Та’ Хаджрат                                     | 335 тыс.                   | 13 мая 2019      |
|             | Эстония    | 150 лет первому Празднику песни                                                                                                   | 1 млн.                     | 29 мая 2019      |
|             | Франция    | 60 лет со дня создания комиксов об Астериксе                                                                                      | 310 тыс.                   | 6 июня 2019      |
|             | Португалия | 600 лет со дня открытия Мадейры и острова Порту-Санту                                                                             | 770 тыс.                   | 6 июня 2019      |
|             | Монако     | 200 лет со дня вступления на престол князя Оноре V                                                                                | 15 тыс.                    | июнь 2019        |
|             | Литва      | Сутартинес — народные литовские песни                                                                                             | 500 тыс.                   | 10 июля 2019     |
|             | Греция     | 100 лет со дня рождения Манолиса Андроникоса «100 ΧΡΟΝΙΑ ΑΠΟ ΤΗ ΓΕΝΝΗΣΗ ΤΟΥ ΜΑΝΟΛΗ ΑΝΔΡΟΝΙΚΟΥ»                                    | 748.500(UNC) 1.500 (Proof) | 11 июля 2019     |
|             | Греция     | 150 лет со дня смерти Андреаса Калваса «ΑΝΔΡΕΑΣ ΚΑΛΒΟΣ ― 150 ΧΡΟΝΙΑ ΜΝΗΜΗΣ»                                                       | 748.500(UNC) 1.500 (Proof) | 11 июля 2019     |
|             | Литва      | Первая из серии «Литовские этнографические регионы»: Жемайтия                                                                     | 500 тыс.                   | 10 сентября 2019 |
|             | Сан-Марино | 550 лет со дня смерти Филиппо Липпи                                                                                               | 54 150                     | 12 сентября 2019 |
|             | Латвия     | Восходящее солнце | 307 тыс.                   | 17 сентября 2019 |
|             | Люксембург | Всеобщее избирательное право | 308,5 тыс.                 | 19 сентября 2019 |
|             | Ватикан    | 25-летие реставрации Сикстинской капеллы                                                                                          | 84 тыс.                    | 19 сентября 2019 |
|             | Франция    | 30 лет со дня падения Берлинской стены                                                                                            | 15 млн.                    | 10 октября 2019  |
|             | Германия   | 30 лет со дня падения Берлинской стены                                                                                            | 30 млн.                    | 10 октября 2019  |
|             | Мальта     | Природа и окружающая среда | 320 тыс.                   | 21 октября 2019  |
|             | Финляндия  | 100 лет Конституции Финляндии | 500 тыс.                   | 31 октября 2019  |
|             | Андорра    | 600 лет учреждения Генерального совета долин                                                                                      | 60 тыс.                    | 11 ноября 2019   |
|             | Эстония    | 100 лет преподаванию на эстонском языке в Тартуском университете                                                                  | 1 млн.                     | 19 ноября 2019   |
|             | Словения   | 100 лет основанию Люблянского университета                                                                                        | 1 млн.                     | 25 ноября 2019   |

### 2020
| Изображение | Страна     | Краткое описание                                                                            | Тираж      | Дата выпуска     |
| ----------- | ---------- | ------------------------------------------------------------------------------------------- | ---------- | ---------------- |
|             | Андорра    | 50 лет всеобщему женскому избирательному праву                                              | 60 000     | 9 декабря 2020   |
|             | Андорра    | XXVII Иберо-американский саммит в Андорре                                                   | 73 500     | 9 декабря 2020   |
|             | Бельгия    | Международный год охраны здоровья растений                                                  | 755 000    | 5 марта 2020     |
|             | Бельгия    | 630 лет со дня рождения Ян ван Эйка                                                         | 155 000    | 15 октября 2020  |
|             | Ватикан    | 500 лет со дня смерти Рафаэля                                                               | 76 000     | 16 октября 2020  |
|             | Ватикан    | 100 лет со дня рождения папы Иоанна Павла II                                                | 74 000     | 23 июня 2020     |
|             | Германия   | Бранденбург                                                                                 | 30 000 000 | 28 января 2020   |
|             | Германия   | 50-летие «коленопреклонения в Варшаве»                                                      | 30 000 000 | 8 октября 2020   |
|             | Греция     | 2500 лет битве при Фермопилах 480 года до н. э.                                             | 750 000    | 30 июня 2020     |
|             | Греция     | 100-летие присоединения Западной Фракии к Греции                                            | 750 000    | 16 июля 2020     |
|             | Испания    | Памятники стиля мудехар в Арагоне                                                           | 4 000 000  | 1 февраля 2020   |
|             | Италия     | 80-я годовщина Национального корпуса пожарной охраны (Corpo Nazionale dei Vigili del Fuoco) | 3 000 000  | 20 января 2020   |
|             | Италия     | 150 лет со дня рождения Марии Монтессори                                                    | 3 000 000  | 9 июня 2020      |
|             | Кипр       | 30 лет Кипрскому институту неврологии и генетики                                            | 412 000    | 14 декабря 2020  |
|             | Латвия     | Латгальская керамика                                                                        | 412 000    | 5 июня 2020      |
|             | Литва      | Регион Аукштайтия (2 монета из 5 запланированных из серии «Этнографические регионы Литвы»)  | 500 000    | 16 сентября 2020 |
|             | Литва      | Гора Крестов                                                                                | 500 000    | 4 ноября 2020    |
|             | Люксембург | 200 лет со дня рождения принца Генриха Оранско-Нассауского                                  | 313 500    | 26 февраля 2020  |
|             | Люксембург | День рождения Великого герцога                                                              | 331 000    | 24 декабря 2020  |
|             | Мальта     | Храмовый комплекс Скорба                                                                    | 180 000    | 24 июля 2020     |
|             | Мальта     | Детские игры                                                                                | 220 000    | 14 декабря 2020  |
|             | Монако     | 300 лет со дня рождения князя Оноре III                                                     | 15 000     | 20 октября 2020  |
|             | Португалия | 730 лет Университету Коимбры                                                                | 360 000    | 1 сентября 2020  |
|             | Португалия | 75-летие образования ООН                                                                    | 510 000    | 7 октября 2020   |
|             | Сан-Марино | 500 лет со дня смерти Рафаэля                                                               | 54 000     | 5 марта 2020     |
|             | Сан-Марино | 250 лет со дня смерти Джованни Баттиста Тьеполо                                             | 54 000     | 27 августа 2020  |
|             | Словакия   | 20-летие вступления Словакии в Организацию экономического сотрудничества и развития         | 1 000 000  | 11 ноября 2020   |
|             | Словения   | 500 лет со дня рождения Адам Бохорич                                                        | 1 000 000  | 23 декабря 2020  |
|             | Финляндия  | 100 лет открытия Университета Турку                                                         | 800 000    | 18 августа 2020  |
|             | Финляндия  | 100 лет со дня рождения Вяйнё Линна                                                         | 700 000    | 16 ноября 2020   |
|             | Франция    | Шарль де Голль                                                                              | 18 061 940 | 1 февраля 2020   |
|             | Франция    | Медицинские исследования                                                                    | 310 000    | 10 августа 2020  |
|             | Эстония    | 200-летие открытия Антарктиды экспедицией Беллинсгаузена и Лазарева                         | 750 000    | 27 января 2020   |
|             | Эстония    | 100-летие подписания Тартуского мирного договора                                            | 1 000 000  | 1 февраля 2020   |

### 2021
| Изображение | Страна     | Краткое описание                                                                       | Тираж      | Дата выпуска     |
| ----------- | ---------- | -------------------------------------------------------------------------------------- | ---------- | ---------------- |
|             | Андорра    | 100 лет со дня коронации покровительницы Андорры Богоматери Меричельской               | 73 350     | 15 декабря 2021  |
|             | Андорра    | Забота о пожилых людях во время пандемии COVID-19                                      | 70 000     | 15 декабря 2021  |
|             | Бельгия    | 500 лет указу Карла V о втором периоде выпуска монет                                   | 155 000    | 27 октября 2021  |
|             | Бельгия    | 100 лет Конституции Бельгийско-люксембургского экономического союза                    | 155 000    | 7 июля 2021      |
|             | Ватикан    | 450 лет со дня рождения Караваджо                                                      | 78 300     | 25 июня 2021     |
|             | Ватикан    | 700 лет со дня смерти Данте Алигьери                                                   | 81 300     | 26 октября 2021  |
|             | Германия   | Саксония-Анхальт                                                                       | 30 000 000 | 26 января 2021   |
|             | Греция     | 200 лет Греческой революции                                                            | 1 500 000  | 22 апреля 2021   |
|             | Испания    | Исторический город Толедо                                                              | 4 000 000  | 10 марта 2021    |
|             | Италия     | 150 лет объявления Рима столицей Италии                                                | 3 000 000  | 26 января 2021   |
|             | Италия     | Благодарность медикам                                                                  | 3 000 000  | 22 июня 2021     |
|             | Латвия     | 100 лет признанию государственной независимости Латвии                                 | 412 000    | 20 января 2021   |
|             | Литва      | Регион Дзукия (3 монета из 5 запланированных из серии «Этнографические регионы Литвы») | 500 000    | 9 сентября 2021  |
|             | Литва      | Биосферный резерват Жувинтас                                                           | 500 000    | 19 мая 2021      |
|             | Люксембург | 100 лет со дня рождения Великого герцога Жана                                          | 331 000    | 19 апреля 2021   |
|             | Люксембург | 40 лет свадьбе Великого герцога Анри и Великой герцогини Марии-Терезы                  | 331 000    | 19 апреля 2021   |
|             | Мальта     | Таршиенский храмовый комплекс                                                          | 181 000    | 26 октября 2021  |
|             | Мальта     | Герои пандемии                                                                         | 62 250     | 2 августа 2021   |
|             | Монако     | 10-летний юбилей свадьбы Альбера II с Шарлен Уиттсток                                  | 15 000     | 6 октября 2021   |
|             | Португалия | Председательство Португалии в Совете ЕС                                                | 510 000    | 4 января 2021    |
|             | Португалия | Сборная Португалии на XXXII летних Олимпийских играх                                   | 510 000    | 18 мая 2021      |
|             | Сан-Марино | 450 лет со дня рождения Караваджо                                                      | 56 400     | 1 марта 2021     |
|             | Сан-Марино | 550 лет со дня рождения Альбрехта Дюрера                                               | 56 400     | 27 августа 2021  |
|             | Словакия   | 100 лет со дня рождения Александра Дубчека                                             | 1 000 000  | 26 ноября 2021   |
|             | Словения   | 200 лет со дня основания Провинциального музея Крайны                                  | 1 000 000  | 25 октября 2021  |
|             | Финляндия  | Журналистика                                                                           | 800 000    | 14 апреля 2021   |
|             | Финляндия  | 100 лет самоуправлению Аландского региона                                              | 800 000    | 13 августа 2021  |
|             | Франция    | 75 лет ЮНИСЕФ                                                                          | 7 520 000  | 16 марта 2021    |
|             | Франция    | Летние Олимпийские игры 2024 в Париже                                                  | 510 000    | 21 сентября 2021 |
|             | Эстония    | Национальное животное — волк                                                           | 1 000 000  | 20 октября 2021  |
|             | Эстония    | Финно-угорские народы                                                                  | 1 000 000  | 16 июля 2021     |

### 2022
| Изображение | Страна     | Краткое описание                                                                           | Тираж      | Дата выпуска     |
| ----------- | ---------- | ------------------------------------------------------------------------------------------ | ---------- | ---------------- |
|             | Германия   | Тюринген                                                                                   | 30 000 000 | 25 января 2022   |
|             | Франция    | Жак Ширак                                                                                  | 9 000 000  | 25 января 2022   |
|             | Финляндия  | 100-летие Финского национального балета                                                    | 400 000    | 11 февраля 2022  |
|             | Словения   | 150-летие со дня рождения Йоже Плечника                                                    | 400 000    | 11 февраля 2022  |
|             | Эстония    | 150-летие со дня основания Эстонского литературного общества                               | 1 000 000  | 9 марта 2022     |
|             | Испания    | Национальный парк Гарахонай                                                                | 1 000 000  | 23 марта 2022    |
|             | Испания    | 500 лет первому кругосветному путешествию                                                  | 1 000 000  | 23 марта 2022    |
|             | Португалия | 100-летие первого южноатлантического воздушного перехода                                   | 1 000 000  | 30 марта 2022    |
|             | Италия     | 170-летие Государственной полиции Италии                                                   | 3 000 000  | 6 апреля 2022    |
|             | Латвия     | Финансовая грамотность                                                                     | 408 000    | 12 апреля 2022   |
|             | Литва      | 100-летие баскетбола в Литве                                                               | 750 000    | 21 апреля 2022   |
|             | Сан-Марино | 530 лет со дня смерти Пьеро делла Франческа                                                | 55 000     | 28 апреля 2022   |
|             | Бельгия    | Здравоохранение во время пандемии COVID-19                                                 | 155 000    | 11 мая 2022      |
|             | Италия     | 30-летие со дня смерти судей Джованни Фальконе и Паоло Борселлино                          | 155 000    | 17 мая 2022      |
|             | Мальта     | Мегалитический храм Хал-Сафлиени                                                           | 180 000    | 17 ноября 2022   |
|             | Люксембург | 10-летие свадьбы наследного Великого Герцога Гийома и наследной Великой Герцогини Стефании | 261 000    | 1 июля 2022      |
|             | Люксембург | 50-летие флага Люксембурга                                                                 | 261 000    | 1 июля 2022      |
|             | Мальта     | Резолюция Совета Безопасности ООН 1325 (2000) о женщинах, мире и безопасности              | 53 000     | 17 ноября 2022   |
|             | Франция    | Летние Олимпийские игры 2024 в Париже                                                      | 260 000    | 22 сентября 2022 |
|             | Ватикан    | 125 лет со дня рождения папы римского Павла VI                                             | 78 250     | 6 сентября 2022  |
|             | Ватикан    | 25 лет со дня смерти матери Терезы Калькуттской                                            | 78 250     | 6 сентября 2022  |
|             | Греция     | 200-летие первой греческой Конституции                                                     | 745 000    | 1 июля 2022      |
|             | Литва      | Сувалкия                                                                                   | 500 000    | 20 декабря 2022  |
|             | Сан-Марино | 200 лет со дня смерти Антонио Кановы                                                       | 55 000     | 4 октября 2022   |
|             | Словакия   | 300-летие постройки первой атмосферной паровой машины на континентальной Европе            | 1 000 000  | 5 октября 2022   |
|             | Финляндия  | Исследования климата в Финляндии                                                           | 400 000    | 30 сентября 2022 |
|             | Эстония    | Слава Украине                                                                              | 2 000 000  | 8 июля 2022      |
|             | Монако     | 100 лет со дня смерти князя Монако Альберта I                                              | 15 000     | 7 сентября 2022  |
|             | Андорра    | 10 лет отношений между Андоррой и Европейским Союзом                                       | 70 000     | 16 января 2023   |
|             | Андорра    | Карл Великий                                                                               | 70 000     | 16 января 2023   |

### 2022, серия «35-лет европейской программе Erasmus»
| Изображение | Страна     | Краткое описание | Тираж      | Дата выпуска              |
| ----------- | ---------- | ---------------- | ---------- | ------------------------- |
|             | Европа     |                  | 36,878,000 | 1 июля — 21 сентября 2022 |
|             | Австрия    |                  | 1,06 млн   | 1 июля 2022               |
|             | Бельгия    |                  | 1 млн      | 1 июля 2022               |
|             | Германия   |                  | 20 млн     | 1 июля 2022               |
|             | Греция     |                  | 745 тыс.   | 1 июля 2022               |
|             | Испания    |                  | 1 млн      | 1 июля 2022               |
|             | Ирландия   |                  | 500 тыс.   | 1 июля 2022               |
|             | Италия     |                  | 3 млн      | 21 сентября 2022          |
|             | Кипр       |                  | 412 тыс.   | 1 июля 2022               |
|             | Люксембург |                  | 500 тыс.   | 1 июля 2022               |
|             | Мальта     |                  | 82,5 тыс.  | 1 июля 2022               |
|             | Нидерланды |                  | 570 тыс.   | 1 июля 2022               |
|             | Португалия |                  | 500 тыс.   | 1 июля 2022               |
|             | Словакия   |                  | 1 млн      | 1 июля 2022               |
|             | Словения   |                  | 1 млн      | 1 июля 2022               |
|             | Финляндия  |                  | 400 тыс.   | 1 июля 2022               |
|             | Франция    |                  | 3,5 млн    | 5 июля 2022               |
|             | Эстония    |                  | 1 млн      | 1 июля 2022               |

### 2023
| Изображение | Страна     | Краткое описание                                                           | Тираж      | Дата выпуска     |
| ----------- | ---------- | -------------------------------------------------------------------------- | ---------- | ---------------- |
|             | Андорра    | Праздник летнего солнцестояния                                             | 70 000     | 28 ноября 2023   |
|             | Андорра    | 30 лет вступления Андорры в ООН                                            | 70 000     | 28 ноября 2023   |
|             | Бельгия    | Год ар-нуво                                                                | 150 000    | 20 июня 2023     |
|             | Бельгия    | 175 лет женскому избирательному праву                                      | 125 000    | 25 октября 2023  |
|             | Ватикан    | 500 лет со дня смерти Пьетро Перуджино                                     | 78 500     | 20 июня 2023     |
|             | Ватикан    | 150 лет со дня смерти Алессандро Мандзони                                  | 82 500     | 26 октября 2023  |
|             | Германия   | Гамбург (Эльбская филармония)                                              | 30 000 000 | 24 января 2023   |
|             | Германия   | 1275 лет со дня рождения Карла Великого                                    | 20 000 000 | 30 марта 2023    |
|             | Греция     | 100 лет со дня рождения Марии Каллас                                       | 750 000    | 27 июня 2023     |
|             | Греция     | 150 лет со дня рождения Константина Каратеодори                            | 750 000    | 14 сентября 2023 |
|             | Ирландия   | 50 лет вступления Ирландии в Евросоюз                                      | 500 000    | 22 июня 2023     |
|             | Испания    | Старый город Касерес                                                       | 4 000 000  | 28 марта 2023    |
|             | Испания    | Председательство Испании в Совете Европы                                   | 1 500 000  | 3 июля 2023      |
|             | Италия     | 100 лет военной авиации Италии                                             | 3 000 000  | 15 марта 2023    |
|             | Италия     | 150 лет со дня смерти Алессандро Мандзони                                  | 3 000 000  | 21 мая 2023      |
|             | Кипр       | 60 лет Центральному банку Кипра                                            | 412 000    | 2 октября 2023   |
|             | Латвия     | Украинский подсолнух                                                       | 415 000    | 30 мая 2023      |
|             | Литва      | Малая Литва                                                                | 500 000    | 2023             |
|             | Литва      | Вместе с Украиной                                                          | 500 000    | 16 марта 2023    |
|             | Люксембург | 175 лет Палате депутатов Люксембурга и первой Конституции                  | 133 500    | 24 апреля 2023   |
|             | Люксембург | 25-летие принятия Великий Герцога Анри в Международный олимпийский комитет | 133 500    | 24 апреля 2023   |
|             | Мальта     | 550 лет со дня рождения Николая Коперника                                  | 90 500     | 14 сентября 2023 |
|             | Мальта     | Наполеон Бонапарт и французы на Мальте                                     | 80 500     | 14 сентября 2023 |
|             | Монако     | 100 лет со дня рождения князя Ренье III                                    | 25 000     | 1 июня 2023      |
|             | Португалия | Мир                                                                        | 1 015 000  | 15 ноября 2023   |
|             | Португалия | Всемирный день молодёжи в Лиссабоне 2023                                   | 1 015 000  | 19 июля 2023     |
|             | Сан-Марино | 500 лет со дня смерти Перуджино                                            | 56 000     | 26 апреля 2023   |
|             | Сан-Марино | 500 лет со дня смерти Луки Синьорелли                                      | 56 000     | 5 сентября 2023  |
|             | Словакия   | 100 лет первой гемотрансфузии в Словакии                                   | 1 000 000  | 2 марта 2023     |
|             | Словакия   | 200-летие со дня открытия конной почты на маршруте Вена-Братислава         | 1 000 000  | 11 октября 2023  |
|             | Словения   | 150 лет со дня рождения Йосипа Племеля                                     | 1 000 000  | 19 декабря 2023  |
|             | Финляндия  | Первый закон Финляндии об охране природы 1923 года                         | 400 000    | 21 марта 2023    |
|             | Финляндия  | Социально-медицинское обслуживание                                         | 400 000    | 7 августа 2023   |
|             | Франция    | Летние Олимпийские игры 2024 в Париже                                      | 260 000    | 10 января 2023   |
|             | Франция    | Чемпионат мира по регби 2023 во Франции                                    | 15 000 000 | 27 июня 2023     |
|             | Хорватия   | Введение евро                                                              | 250 000    | 15 сентября 2023 |
|             | Эстония    | Деревенская ласточка                                                       | 1 000 000  | 12 мая 2023      |

### 2024
| Изображение | Страна     | Краткое описание                                                                              | Тираж      | Дата выпуска     |
| ----------- | ---------- | --------------------------------------------------------------------------------------------- | ---------- | ---------------- |
|             | Андорра    | Чемпионат мира по горным велосипедам UCI 2024                                                 | 60 000     | 9 декабря 2024   |
|             | Андорра    | 100 лет лыжному спорту в Андорре                                                              | 60 000     | 9 декабря 2024   |
|             | Бельгия    | Председательство Бельгии в Совете Европы                                                      | 150 000    | 15 января 2024   |
|             | Бельгия    | Борьба с раком в Бельгии                                                                      | 130 000    | 13 мая 2024      |
|             | Ватикан    | 150 лет со дня рождения Гульельмо Маркони                                                     | 77 900     | 7 октября 2024   |
|             | Ватикан    | 750 лет со дня смерти Фомы Аквинского                                                         | 86 900     | 3 июля 2024      |
|             | Германия   | Мекленбург-Передняя Померания                                                                 | 30 000 000 | 30 января 2024   |
|             | Германия   | 175-летие Конституции Паульскирхе                                                             | 30 000 000 | 21 марта 2024    |
|             | Греция     | 150 лет со дня рождения Пенелопы Дельты                                                       | 750 000    | 17 июня 2024     |
|             | Греция     | 50-летие восстановления демократии в Греции                                                   | 750 000    | 17 июня 2024     |
|             | Испания    | Севильский кафедральный собор и Архив Индий (Севилья)                                         | 1 500 000  | 2 февраля 2024   |
|             | Испания    | Национальная полиция Испании                                                                  | 1 500 000  | 2 февраля 2024   |
|             | Италия     | 115-летие со дня рождения Риты Леви-Монтальчини                                               | 3 000 000  | 22 апреля 2024   |
|             | Италия     | 250 лет со дня основания Финансовой полиции                                                   | 3 000 000  | 12 марта 2024    |
|             | Кипр       | 20 лет вступления в Евросоюз                                                                  | 7 000      | 27 ноября 2024   |
|             | Латвия     | Пузурис                                                                                       | 413 000    | 21 ноября 2024   |
|             | Литва      | Литовские соломенные сады                                                                     | 1 000 000  | 25 сентября 2024 |
|             | Люксембург | 175 лет со дня смерти Великого Герцога Люксембурга Виллема II                                 | 135 000    | 29 января 2024   |
|             | Люксембург | 100 лет введения в обращения монет с изображением литейщика                                   | 135 000    | 29 января 2024   |
|             | Мальта     | Цитадель Гозо                                                                                 | 90 000     | 26 августа 2024  |
|             | Мальта     | Мальтийская медоносная пчела                                                                  | 80 000     | 26 августа 2024  |
|             | Монако     | 500-летие договора с Карлом V                                                                 | 15 000     | 17 июня 2024     |
|             | Португалия | 50-летие революции гвоздик                                                                    | 515 000    | 22 апреля 2024   |
|             | Португалия | Олимпийская сборная Португалии                                                                | 520 000    | 4 июля 2024      |
|             | Сан-Марино | 50-летие Декларации гражданских прав и основополагающих принципов правовой системы Сан-Марино | 59 000     | 23 апреля 2024   |
|             | Сан-Марино | 530 лет со дня смерти художника Доменико Гирландайо                                           | 59 000     | 5 сентября 2024  |
|             | Словакия   | 100 лет Кошицкому международному марафону мира                                                | 1 000 000  | 19 сентября 2024 |
|             | Словения   | 250 лет Национальной и университетской библиотеке Словении                                    | 1 000 000  | 30 сентября 2024 |
|             | Финляндия  | Выборы и демократия                                                                           | 400 000    | 14 марта 2024    |
|             | Финляндия  | Герман Гезеллиус, Армас Линдгрен, Элиэль Сааринен – финская архитектура                       | 400 000    | 30 августа 2024  |
|             | Франция    | Летние Олимпийские игры 2024 в Париже                                                         | 260 000    | 9 января 2024    |
|             | Франция    | Летние Олимпийские и Паралимпийские игры 2024 в Париже                                        | 58 000     | 4 июня 2024      |
|             | Хорватия   | Вараждин                                                                                      | 200 000    | 2 июля 2024      |
|             | Эстония    | Василёк синий - национальный цветок Эстонии                                                   | 1 000 000  | 21 мая 2024      |

### 2025
| Изображение | Страна     | Краткое описание                                                                | Тираж      | Дата выпуска     |
| ----------- | ---------- | ------------------------------------------------------------------------------- | ---------- | ---------------- |
|             | Андорра    | Игры малых государств Европы 2025                                               | 64 000     | 2025             |
|             | Андорра    | Бородач                                                                         | 60 000     | 2025             |
|             | Бельгия    | Национальная лотерея Бельгии                                                    | 1 154 000  | 23 января 2025   |
|             | Бельгия    | Автотрасса Спа-Франкоршам                                                       | 155 000    | 25 июля 2025     |
|             | Ватикан    | 150 лет со дня рождения Гульельмо Маркони                                       | 83 900     | 24 июля 2025     |
|             | Ватикан    | Вакантный престол 2025                                                          | 76 000     | 2025             |
|             | Ватикан    | 550 лет со дня рождения Микеланджело                                            | 80 000     | 2025             |
|             | Ватикан    | Юбилейный год 2025                                                              | 91 000     | 2025             |
|             | Германия   | Саар (Сааршляйфе)                                                               | 30 000 000 | 16 января 2025   |
|             | Германия   | 35-летие немецкого единства                                                     | 30 000 000 | 25 сентября 2025 |
|             | Греция     | 100 лет со дня рождения Микиса Теодоракиса                                      | 750 000    | 10 сентября 2025 |
|             | Греция     | 200 лет со дня смерти Ласкарины Бубулины                                        | 750 000    | 10 сентября 2025 |
|             | Испания    | Старый город Саламанка                                                          | 2 000 000  | 30 января 2025   |
|             | Италия     | Юбилейный год 2025                                                              | 3 000 000  | 5 февраля 2025   |
|             | Италия     | Кругосветное путешествие на учебном судне «Америго Веспуччи» 2023-2025          | 3 000 000  | 9 мая 2025       |
|             | Латвия     | Историческая область Селия                                                      | 413 000    | 2025             |
|             | Литва      | Оборона страны                                                                  | 500 000    | 27 марта 2025    |
|             | Литва      | Малая Литва                                                                     | 1 000 000  | 2025             |
|             | Люксембург | 25-летие восшествия на престол Великого Герцога Анри                            | 136 000    | 5 мая 2025       |
|             | Люксембург | 75-летие декларации Шумана                                                      | 136 000    | 5 мая 2025       |
|             | Мальта     | Мальтийский бык                                                                 | 140 000    | 16 июня 2025     |
|             | Мальта     | Мдина (серия «Укреплённые города Мальты»)                                       | 147 000    | 15 мая 2025      |
|             | Монако     | Феодальное владение - графство Карладерс                                        | 15 000     | 15 мая 2025      |
|             | Монако     | Феодальное владение - маркизат де Бо                                            | 15 000     | ноябрь 2025      |
|             | Португалия | Устойчивое развитие                                                             | 515 000    | 24 сентября 2025 |
|             | Португалия | 16-й Всемирный скаутский Мут в Португалии                                       | 515 000    | 24 июня 2025     |
|             | Сан-Марино | Юбилейный год 2025. Паломники надежды                                           | 59 000     | 27 марта 2025    |
|             | Сан-Марино | 550 лет со дня рождения Микеланджело                                            | 59 000     | 3 июля 2025      |
|             | Словакия   | 100 лет первого Чемпионата Европы по хоккею                                     | 1 000 000  | 20 января 2025   |
|             | Словения   | 100 лет со дня рождения словенского мультипликатора и иллюстратора Мики Мустера | 1 000 000  | ноябрь 2025      |
|             | Финляндия  | Государственные визиты Финляндии — дипломатия и внешняя политика                | 204 000    | 13 мая 2025      |
|             | Финляндия  | 100 лет Финско-шведским легкоатлетическим играм                                 | 204 000    | август 2025      |
|             | Франция    | Лувр                                                                            | 315 000    | 18 марта 2025    |
|             | Франция    | Собор Парижской Богоматери                                                      | 20 000 000 | сентябрь 2025    |
|             | Хорватия   | Амфитеатр Пулы                                                                  |            | 2025             |
|             | Хорватия   | 1100-летие Королевства Хорватии и коронации короля Томислава                    | 400 000    | 14 июля 2025     |
|             | Эстония    | 500-летие первого печатного текста на эстонском языке                           | 850 000    | 30 января 2025   |

## Серия «Федеральные земли Германии»
В 2006 году в рамках памятных €2 монет Германия начала серию Die 16 Bundesländer der Bundesrepublik Deutschland (16 Федеральных земель Германии), которая продолжится до 2022 года. Но в 2018 году выпуск серии был сдвинут на один год, чтобы в 2019 году выпустить монету посвящённую 70-летию со дня основания Бундесрата. Год, в котором выпускается монета для конкретной земли совпадает с годом председательства этой земли в Бундесрате.

### Первая серия
| Год  | Номер п/п | Фед.земля                       | Дизайн                                    |
| ---- | --------- | ------------------------------- | ----------------------------------------- |
| 2006 | 1         | Шлезвиг-Гольштейн               | Голштинские ворота, Любек                 |
| 2007 | 2         | Мекленбург — Передняя Померания | Шверинский Замок                          |
| 2008 | 3         | Гамбург                         | Церковь св. Михаила, Гамбург              |
| 2009 | 4         | Саар                            | Церковь Людвига, Саарбрюккен              |
| 2010 | 5         | Бремен                          | Бременская ратуша и Роланд                |
| 2011 | 6         | Северный Рейн — Вестфалия       | Кёльнский собор                           |
| 2012 | 7         | Бавария                         | Замок Нойшванштайн                        |
| 2013 | 8         | Баден-Вюртемберг                | Монастырь Маульбронн                      |
| 2014 | 9         | Нижняя Саксония                 | Церковь св. Михаила, Хильдесхайм          |
| 2015 | 10        | Гессен                          | Церковь Святого Павла, Франкфурт-на-Майне |
| 2016 | 11        | Саксония                        | Цвингер, Дрезден                          |
| 2017 | 12        | Рейнланд-Пфальц                 | Порта Нигра, Трир                         |
| 2018 | 13        | Берлин                          | Дворец Шарлоттенбург                      |
| 2020 | 14        | Бранденбург                     | Дворец Сан-Суси, Потсдам                  |
| 2021 | 15        | Саксония-Анхальт                | Магдебургский собор                       |
| 2022 | 16        | Тюрингия                        | Замок Вартбург, Эйзенах                   |

### Вторая серия
| Год  | Номер п/п | Фед.земля                       | Дизайн                       |
| ---- | --------- | ------------------------------- | ---------------------------- |
| 2023 | 1         | Гамбург                         | Эльбская филармония, Гамбург |
| 2024 | 2         | Мекленбург — Передняя Померания | Кёнигcштуль                  |
| 2025 | 3         | Саар                            | Петля Саара                  |